# キンシオ
『キンシオ』は、独立局ほかで放送されていたテレビ神奈川 (tvk) 制作のバラエティ番組・旅番組である。制作局のtvkでは、2010年1月17日に放送を開始し、2020年1月に放送開始から10周年を迎えた。
tvkでの本放送は2022年3月28日の放送をもって12年余の歴史に終止符を打った。

## 概要
イラストレーターのキン・シオタニが、初めてレギュラー出演するテレビ番組であり、冠番組である。
開始当初はtvkでのみ放送されていた番組であったが、2010年9月より北海道放送で放送開始し2011年4月より5いっしょ3ちゃんねる加盟局に同時放送されるようになった。5いっしょ3ちゃんねる加盟局同時放送は2014年3月で終了し、以降はtvkととちぎテレビ・群馬テレビの3局同時ネットとなっていたがとちぎテレビは2017年3月末、群馬テレビは2019年3月末までにそれぞれ同時放送を終了している。（放送局一覧は放送局と放送時間の項を参照）
tvkの重富浩二プロデューサー（当時）がかつてTBS在籍時代に手掛けた番組で共に仕事をした経験のあるキン・シオタニに声を掛け番組をスタートさせる。放送開始当初は散歩番組ではなくキン・シオタニと立川志の吉によるトークライブ「キンシノ」からスタートし、企業等のCMを企画する「勝手にCM」、神奈川で一番のものを訪ね歩く「カナワン」等毎週異なるバラエティ企画を放送していたが、番組スタッフの提案もあり現在のような散歩中心の番組内容が定着していった。訪問地は最初は神奈川県内限定で、徐々に都内や首都圏の他県にも広がり、何週にもわたる長期シリーズが定番になると主にシリーズの初回やファイナルを皮切りに関東地方以外の地域にも訪問するようになった。従来の散歩・旅番組とは異なり原則として人気のスポットや観光地・繁華街をなるべく避け（散策の途中で食事・休憩目的等で人気の商店街や観光地に立ち寄る事はある）駅前やバス停、交差点等を起点として主に首都圏近郊の住宅街や農耕地、閑散とした集落等を中心に散策しながら地域住民や商店主に街の歴史や地名の由来、見どころ等を時折訪ねつつ進行する事が多い。飲食店は大手チェーン店を避け原則個人経営の店に入店、撮影許可は基本ロケ当日の飛び込みで貰う（キン・シオタニ本人によれば成功率は95%以上とのこと）。
訪問地については事前に綿密に下調べするよりも、概要を大まかに予習する他は誰もが知るような一般的な情報と、場所によっては過去のキン・シオタニの公私にわたる旅の記憶を基にして現地に入る。ロケ当日は駅前や道中に掲示される案内板や地図を読んだり、特に現地で出会った地域住民や商店主などから直接話を聞いて知り得た情報で旅を進めるスタイルはキン・シオタニの学生時代からのこだわりであると番組内でも度々語っている。
あいうえおの旅以降は地名や駅名等旅の起点名に一定の法則を定め、それに沿った名称の起点から散策を始めるスタイルが定番となった。必ずしもその地名等にこだわって散策するよりも散策途中に目に入る魅力的な風景や建物、道祖神や記念碑等に目をやりつつ出会った人々と会話をしたり時には地域の名産を口にしつつ散策する自由気ままな旅のスタイルである。首都圏郊外や地方のような公共交通機関の発達していない地域では自動車による移動も見られキン・シオタニの運転シーンも度々紹介されている（撮影許可の関係もあってか特定スポンサーの提供があった場合を除き公共交通機関での移動シーンや駅構内での様子が放送された事は殆ど無い）。
「○○の旅シリーズ」は、あいうえおの旅、ABCの旅のように最初から回数が決まっているものと生きものの名前の地名の旅、一文字地名の旅のように回数を定めないものが存在するが、過去の傾向では概ね数か月から最長でも1年前後（放送回にして50数回）で新シリーズに切り替わっている。どのタイミングで切り替わるのかは明言されてはいないが、キン・シオタニの発言からテーマに該当する起点に行き尽くした、思い付かなくなってきた、という理由が多いようである。一起点につき一週（一話）の放送が基本だが地方などで見所の多い場合は同じ起点（題目）で二週に渡って放送される事もある。各シリーズ最終回のエンディングで次シリーズ名（テーマ）を発表することが恒例となっており過去にはその前後にシリーズ全話のダイジェスト映像（各回5～10秒程度）が放映されたこともあった。
2014年3月まで制作局のtvkのみ日本工学院の一社提供で放送されており、OP後及び次回予告前にはキン・シオタニ書き下ろしの提供クレジット（提供読みも本人が担当）が挿入されていた。2014年4月以降の提供は高尚（横浜市内でビル・不動産管理業や割烹ダイニング『和互』を営む）で放送内のCMではシオタニがナレーションを担当したこともあった。2019年は1月第2週より株式会社紅中との共同でメイン提供だった。過去にはみすず学苑、スポットで東急不動産や全日本空輸、日清食品等の企業が提供することもあった。2021年4月からはtvkハウジングプラザ横浜の提供で放送されていた。
2022年3月28日の放送をもってtvkでの本放送は放送終了したが、同局での再放送は現在も放送されている（休止期間あり）。　
他の地域については一部地域を除き2022年5月中旬までに順次放送を終了している（放送局と放送時間の項を参照）。

## 出演者
- キン・シオタニ
番組MC・旅人。殆どの放送回において1人で散策しながら旅先の魅力を紹介する。訪問地の選定・シリーズ企画や番組内BGMの選曲を担当。旅先で本職のドローイングを即興で披露する事もある。
- 立川晴の輔（落語家）
主に番組内のミニコーナー・「晴の輔土地こばなし」に出演。番組初期は「キンシノ」に出演した。[18]。番組開始から2013年11月までは「立川志の吉」。12月の真打昇進と同時に高座名を変更した。○文字地名の旅（2018年11月）以降は次回予告映像でのナレーションも担当。

## 番組の進行とミニコーナー

### 番組の進め方
散歩番組が定番となった後は概ね以下のような流れで進行する。
- 番組オープニングで今回の旅の起点（地名又は交差点、駅名、バス停等）を紹介する（※まれに番組中盤や終盤にお題の地点に到達することもある）かつてはこの時点まで公表されない事が殆どだったが、近年は番組表や番組公式ツイッター上で事前告知されている[19]。
- 『○○の（地名の）旅』前半：起点から地域の案内板や地図、出会った住民等から地名の由来等の情報を得つつ散策を進める。目的地は”まずは何処を目指して”等、決まっている時もあれば、ノープランでキン・シオタニの気の赴くままに進むことも少なくない。
- 『晴の輔土地こばなし』（※省略されることもある）
- 『職業物語』などのミニコーナー（※不定期：本編とは収録日や収録地が異なる場合が多い）
- 『○○の（地名の）旅』後半：（前半の終了地点より若干移動して再開することが多い）神社仏閣を参拝したり時には地域の資料館を見学するなどして地域の魅力や地名への理解を深めてゆく。散歩途中で見つけた飲食店で食事やコーヒーを飲んだり、店主や常連客らと交流することも多い。周囲を見渡せる高台や河川敷、山頂などの眺め良いスポットや時には食事をした飲食店内や駅前などで本編を締める。
- 番組エンディングで次回放送の予告映像（ここでは具体的な訪問地名は明かされない）と今回の旅のオマケ映像など。”来週も見てね”コール（※不定期）は散策中に出会った商店の人等によるものやトークイベント等の観客によるものが採用される事もある

### 志の吉土地こばなし→志の吉改め晴の輔土地こばなし→晴の輔土地こばなし
唯一番組開始当初から続くコーナーで、立川晴の輔のコーナー。当初は「志の吉土地こばなし」として放送していたが、2013年12月の真打昇進・高座名変更に伴い「志の吉改め晴の輔土地こばなし」とコーナー名を変更し、タイトル画も新たに制作された。後に現在の「晴の輔土地こばなし」となる。
キン・シオタニが訪れる土地にちなむ、「隠居ペディア」が教えるという問答の小咄（こばなし）である。大体の話の流れは以下のとおり。
1. 子供が隠居ペディアに「今日キンさんねぇ、○○に行ってるんだって」と、今回キン・シオタニが行っている場所を教える。隠居ペディアはこれを受け、「おお、○○か」と返す。
このとき、地元の人でないとわからないような地名・同じ地名が全国に複数あるような場合は、隠居ペディアが「○○? どこだそこは?」「○○? どこにある○○のことだ?」などと聞き返す。子供が「□□県××市にある○○」と答え、隠居ペディアが「おお、××（市）か」と返す。
2. その土地に因んだ内容について、隠居ペディアが「△△について知りたいか?」と言うので、子供が「知りたい知りたい、教えて」と返す。
3. 両手を膝のあたりについてから、「よーし分かった、隠居ペディアがおせーてやろう」と言う。
4. 隠居ペディアが、キン・シオタニが行っている場所の歴史や薀蓄を語る。
5. 最後に大オチを言い、晴の輔が得意げな顔になって終わる。また、薀蓄の途中でもオチを言って「これじゃあ終われないよ」と言うこともある。

### その他番組内のミニコーナー等（不定期）

#### 職業物語
様々な職業の（番組初期はキン・シオタニ周辺の人物が多かった）プロフェッショナルを紹介する。
キン・シオタニの個展や、キン・シオタニと立川晴の輔によるライブ企画「キンシノ」（晴の輔襲名後は「キンぱれ」）の模様とあわせて放送されることもある。

#### 純喫茶物語
キン・シオタニが言う「純喫茶の条件」にあてはまる純喫茶を訪れる。「あいうえおの旅」「1、2、3の旅」などの主力企画でも、行った先に純喫茶があれば立ち寄っているが、これとは別に純喫茶を訪ねた場合にコーナーが設けられる。キン・シオタニの好物であるナポリタンを注文することが多い。
「純喫茶の条件」として以下のようなものが挙げられており、これらの要素が揃えば揃うほど理想的とされる。
- マスターやママが無愛想、もしくは愛想が良すぎる（どっちつかずはNG）。なお、キン・シオタニ本人はどちらかといえば無愛想なほうが好みである。
- 椅子・ソファーがふかふかしている
- ホットコーヒーが500円以内
- おしぼりはタオルである（紙製はNG）
- 店内のBGMはクラシック音楽である
- 店内が全体的に薄暗い
- コーヒーカップに店名やロゴがプリントされている
- モーニングメニュー・モーニングサービスがある
- メニューの表紙が分厚い
- 店のロゴが入ったマッチが置いてある
- 銅板でできたアート作品が飾ってある
- 入口に食品サンプルが置いてある

#### 横浜市営交通の旅
横浜市交通局と番組のタイアップ企画、不定期ながらメイン企画としても放送するときもある。

#### 上記以外で過去に放送されたミニコーナー
- 銅像物語 - 以前にも「海岸線を行く」であったミニコーナー
- やきそば物語
- 発祥の地物語
- 中尾諭介の土地小唄　 - 2017年4月10日放送分から開始、In the Soupのメンバー・中尾諭介がキン・シオタニが訪れる土地にちなむ人物や物事を弾き語りで歌うコーナー。

## 過去に放送されたメイン企画（○○の旅シリーズ）
＊放送日は全てtvkでの初回放送日である

### 神奈川ローカル時代の企画

#### キンシノ
番組開始の企画「キンシノ」、イラストレーター「キン・シオタニ」と噺家「立川志の吉」の異色ユニットから飛び出す不思議なトーク空間（ライブ）。
放送回数・7回
#1、#9、#11、#19（＋純喫茶物語）、#54&55（海岸線を行く＋）、#67（＋勝手にCM＋ぽくない地名）

#### 勝手にCM
キンシオが企業・商店・学校などにお邪魔して、キンシオ的に取材しドローイングシアターでキンシオオリジナルCMを制作する企画。

#### カナワン
「神奈川で一番のものを訪ね歩く」という趣旨のもと神奈川県内で一番のもの（施設及び地点）をテーマに挙げ、そこにキン・シオタニが出向くロケコーナー。
この企画の途中でキン・シオタニと個人的に親交がある「が〜まるちょば」のHIRO-PONがゲストに登場したこともある。

#### 散歩部
キンシオが気になる町を歩くウォーキングトーキング、ロケ日までノープランで展開する企画。
この企画で関東近県外の初ロケも慣行した。

#### 県境を行く
2010年10月11日（#39） - 12月13日（#48）まで全10週に渡り毎週放送。
文字通り、神奈川県と東京都・山梨県・静岡県の県境のうち踏破できるところの境界線と接する街（神奈川県側だけでなく、県外側の神奈川県境と接する街も対象となる）の界隈とその街の中で県境と接するポイントを歩くロケ企画で、前述の「カナワン」の後継企画。
予め神奈川県の地図をキン・シオタニ本人が持っており、ひとつのロケが終了すると訪ね歩いた部分をマジックでなぞっていた。
| #39 | その1  | 浮島 （神奈川県川崎市川崎区）         | 浮島をスタート、多摩川を北上し途中「川崎大師」や「六郷土手」などを立寄る。               |                                                                                          |
| #40 | その2  | 武蔵小杉駅 （神奈川県川崎市中原区）   | 武蔵小杉をスタート、前回に続き多摩川を北上、途中の「二子玉川」や「狛江」に立寄る。       | 狛江で立川志の吉が登場。                                                                 |
| #41 | その3  | 狛江駅 （東京都狛江市）               | 狛江をスタート、今回も多摩川を北上する。                                                 |                                                                                          |
| #42 | その4  | 矢野口駅 （東京都稲城市）             | 矢野口をスタート、「稲城」を抜け「川崎市」と「町田市」の境を行く。                       |                                                                                          |
| #43 | その5  | 柿生駅 （神奈川県川崎市麻生区）       | 柿生をスタート、再び「町田」方面を目指す。                                               |                                                                                          |
| #44 | その6  | 町田駅 （東京都町田市）               | 町田駅をスタート、そばを流れる河川・境川を北上する。                                     |                                                                                          |
| #45 | その7  | 橋本駅 （神奈川県相模原市緑区）       | 橋本スタート、前回に続き境川を北上、境川の源流を目指す。                                 |                                                                                          |
| #46 | その8  | 高尾駅 （東京都八王子市）             | 高尾をスタート、神奈川・山梨・東京の県境である「生藤山」へ挑む。                         |                                                                                          |
| #47 | その9  | 上野原駅 （山梨県上野原市）           | 上野原から「道志村」を経て神奈川・山梨・静岡の県境である「三国山」へ挑む。               |                                                                                          |
| #48 | その10 | 海老名駅に集合 （神奈川県海老名市）   | 御殿場市内を散策したのち「足柄峠」に行き、相模湾に面した県境の町・「湯河原町」を目指す。 | 途中、伊豆箱根鉄道の大雄山駅通過時に「（別に機会で）大雄山線全駅やりたい」と語っていた。 |
| #48 | その10 | 御殿場駅をスタート （静岡県御殿場市） | 御殿場市内を散策したのち「足柄峠」に行き、相模湾に面した県境の町・「湯河原町」を目指す。 | 途中、伊豆箱根鉄道の大雄山駅通過時に「（別に機会で）大雄山線全駅やりたい」と語っていた。 |

#### 海岸線を行く
2011年1月10日（#52） - 4月25日（#66）まで全15週に渡り毎週放送。
県境企画が終了すると今度は「海岸線を行く」と改題した上で、足柄下郡湯河原町の千歳川河口から川崎市川崎区の多摩川河口までの区間を海岸線に沿って北上し、そのそれぞれの海岸線に接する街の界隈をロケする形となっていた。
この企画の途中で、街にある様々な銅像をキン・シオタニが鑑賞し自身の表現で語るショート企画「銅像物語」が放送された。
上記の企画終了後、特別のロケ企画をはさみ、後述の「あいうえおの旅」へとつながっている。
| #51 | -      | 湯河原町 （足柄下郡湯河原町） | 県境へ行くのゴール地点である湯河原町の千歳川河口で企画を発表するが、今回は対岸の静岡県（熱海）方面へ行く。                                           | 前述の「散歩部」を参照。                                       |
| #52 | 第1週  | 湯河原町 （足柄下郡湯河原町） | 再び県境へ行くのゴール地点である湯河原町に戻り、千歳川河口をスタート。「真鶴」方面へ行く。                                                           |                                                                |
| #53 | 第2週  | 小田原駅 （小田原市）         | 小田原駅をスタートし近くの商店街や「小田原港」、「二宮町」、「大磯町」方面へ行く。                                                                   |                                                                |
| #54 | 第3週  | 大磯駅 （中郡大磯町）         | 大磯をスタート、「平塚」方面へ行く。 | 2週連続で「キンシノ」も放送された。                            |
| #55 | 第4週  | 平塚駅 （平塚市）             | 平塚をスタート、「相模川」を渡り「茅ヶ崎」方面へ行く。                                                                                               | 2週連続で「キンシノ」も放送された。                            |
| #56 | 第5週  | 茅ケ崎駅 （茅ヶ崎市）         | 茅ケ崎駅をスタート、「雄三通り」・「サザンビーチ」・「辻堂駅」周辺を経て「江ノ島」へ行く。                                                           | この回からミニ企画「銅像物語」がスタート。                     |
| #57 | 第6週  | 片瀬江ノ島駅 （藤沢市）       | 江の島をスタート、「片瀬地区」や「腰越地区」、「鎌倉高校前駅」方面へ行く。                                                                           | 片瀬散策時、湘南モノレールに乗車湘南江の島駅と大船駅往復する。 |
| #58 | 第7週  | 七里ヶ浜 （鎌倉市）           | 七里ヶ浜（行合橋）をスタート、「稲村ヶ崎」経て「鎌倉市内」を散策。                                                                                   |                                                                |
| #59 | 第8週  | 材木座 （鎌倉市）             | 材木座をスタート、「逗子」や「葉山」方面へ行く。 |                                                                |
| #60 | 第9週  | 材木座 （鎌倉市）             | 「佐島」（横須賀市）をスタートする予定だったが、気になる事を残したとの理由でから（鎌倉の）材木座から再スタート、そのまま三浦半島を南下する。         |                                                                |
| #61 | 第10週 | 城ヶ島 （三浦市）             | 城ヶ島とその周辺を満喫。 |                                                                |
| #62 | 第11週 | 三浦海岸 （三浦市）           | 三浦海岸をスタート、三浦半島を北上し「三浦海岸駅」から京急（久里浜線）沿線を散策。                                                                   |                                                                |
| #63 | 第12週 | 久里浜 （横須賀市）           | 久里浜をスタート、三浦半島をさらに北上する。 | この回から5いっしょ3ちゃんねるネットで同時放送開始。           |
| #64 | 第13週 | 浦賀駅 （横須賀市）           | 浦賀の市街地などを散策。 |                                                                |
| #65 | 第14週 | 横須賀中央駅 （横須賀市）     | 「どぶ板通り」散策後北上する。 |                                                                |
| #66 | 第15週 | 金沢八景 （横浜市金沢区）     | 金沢八景駅周辺を散策した後「京浜工業地帯」を一気にドライブ、「みなとみらい」から船で（「県境を行く」のスタート地点である）ゴールの「浮島」を目指す。 | 企画ラストのゲストで立川志の吉登場。                           |

#### その他の企画
- 「吉祥寺案内」（#4&5）

キン・シオタニのホームタウン「吉祥寺」をキンシオ自らランキング形式案内する企画。
- 「なれそめ紙芝居」（#10）

立川志の吉と2人で結婚披露宴を訪れ行う「なれそめ紙芝居」。イラストと落語という2人の絶妙なコラボで、感動を演出する。
- 「収穫祭」（#25）

2010年6月に行われた「tvk収穫祭」の模様を放送、キンシオブースでジャンケン奥義を伝授。他に「純喫茶物語」と「勝手にCM」も放送された。
- 「日本工学院特別講義・ビームスファイナル」（#38）

日本工学院で行われたキンシオ特別講義の模様と、2010年9月14日に行われた新宿のビームスジャパンでの個展ファイナルパーティーが放送された。

### 5いっしょ3ちゃんねるネット開始後の企画

#### あいうえおの旅
2011年5月9日（#68） - 2012年4月2日（#113）まで放送。
5いっしょ3ちゃんねる同時放送を開始して最初の主力企画である。五十音順に、その文字で始まる土地を探訪する。下記は、これまでに探訪した場所を示しており、その回のオープニングで紹介された地名を記載している。神奈川県の他に、神奈川以外の関東地方の都県及び東海地方の4県、青森県・北海道・沖縄県（全14都道県）に行った。
| #68（1）   | あの巻                | 熱田（駅）                    | あつた                     | 愛知県名古屋市熱田区   | |
| #69（2）   | いの巻                | 伊勢佐木町                    | いせざきちょう             | 神奈川県横浜市中区     | |
| #70（3）   | うの巻                | 浦和（駅）                    | うらわ                     | 埼玉県さいたま市浦和区 | 今回は『浦和』が付く7駅（浦和→南→武蔵→西→中→北→東）を巡る旅だった。 |
| #71（4）   | えの巻                | 江田 / 江田駅                 | えだ                       | 神奈川県横浜市青葉区   | |
| #72（5）   | おの巻                | 大倉山（駅）                  | おおくらやま               | 神奈川県横浜市港北区   | |
| #73（6）   | かの巻                | 川越（駅）                    | かわごえ                   | 埼玉県川越市           | |
| #74（7）   | きの巻                | 岐阜（駅）                    | ぎふ                       | 岐阜県岐阜市           | |
| #75（8）   | くの巻                | 熊谷（駅）                    | くまがや                   | 埼玉県熊谷市           | |
| #76（9）   | けの巻                | 検見川（駅）                  | けみがわ                   | 千葉県千葉市花見川区   | |
| #77（10）  | この巻                | 小金井 / 武蔵小金井駅         | こがねい                   | 東京都小金井市         | |
| #78（11）  | さの巻                | 相模金子（駅）                | さがみかねこ               | 神奈川県足柄上郡大井町 | |
| #79（12）  | しの巻                | 下丸子 / 下丸子駅             | しもまるこ                 | 東京都大田区           | |
| #80（13）  | すの巻                | 巣鴨 / 巣鴨駅                 | すがも                     | 東京都豊島区           | |
| #81（14）  | せの巻                | 瀬谷（駅）                    | せや                       | 神奈川県横浜市瀬谷区   | |
| #82（15）  | その巻                | 相武台前（駅）                | そうぶだいまえ             | 神奈川県座間市         | |
| #83（16）  | たの巻                | 高崎（駅）                    | たかさき                   | 群馬県高崎市           | |
| #84（17）  | ちの巻                | 調布（駅）                    | ちょうふ                   | 東京都調布市           | 立川志の吉が調布在住のため、深大寺門前でキン・シオタニと合流。立ち寄った深大寺そば店で2人による「志の吉土地こばなし」を行った。 |
| #85（18）  | つの巻                | 津（駅）                      | つ                         | 三重県津市             | 今回は津でロケ慣行するが、ロケ当日に台風接近の悪天候のため「大門商店街」でロケ中止、翌日「鶴舞」（つるまい、愛知県名古屋市中区）からロケ再開。                                                                                            |
| #86（19）  | て の巻               | 田園調布 / 田園調布駅         | でんえんちょうふ           | 東京都大田区・世田谷区 | |
| #87（20）  | との巻                | 栃木（駅）                    | とちぎ                     | 栃木県栃木市           | |
| #88（21）  | なの巻                | 中山（駅）                    | なかやま                   | 神奈川県横浜市緑区     | 「な」つながりで同じJR横浜線の長津田（ながつた）・成瀬（なるせ）も探訪した。 |
| #89（22）  | にの巻                | 西荻窪（駅）                  | にしおぎくぼ               | 東京都杉並区           | 西荻窪にキン・シオタニの知り合いがいるため、そこで「職業物語」もあわせて行われた。 |
| #90（23）  | ぬの巻                | 沼久保（駅）                  | ぬまくぼ                   | 静岡県富士宮市         | |
| #91（24）  | ねの巻                | 根津 / 根津駅                 | ねづ                       | 東京都文京区           | 今回は根津→谷中→千駄木の谷根千+日暮里を散策。 キン・シオタニとプロデューサーの重富浩二との出会いはTBSテレビのミニドラマ「根津サンセットカフェ」だったが、2人とも根津に来るのが初めてだった。                                              |
| #92（25）  | のの巻                | 野田 / 野田市駅               | のだ                       | 千葉県野田市           | 野田市内にある関宿城をバックにエンディングを撮影する目的で、対岸の茨城県猿島郡境町を訪ねており、これで関東1都6県全てを訪ねたことになる。                                                                                                  |
| #93（26）  | はの巻                | 番田（駅）                    | ばんだ                     | 神奈川県相模原市中央区 | |
| #94（27）  | ひの巻                | 東松山（駅）                  | ひがしまつやま             | 埼玉県東松山市         | |
| #95（28）  | ふの巻                | 福生（駅）                    | ふっさ                     | 東京都福生市           | |
| #96（29）  | への巻                | 逸見 / 逸見駅                 | へみ                       | 神奈川県横須賀市       | |
| #97（30）  | ほの巻                | 堀切 / 堀切駅                 | ほりきり                   | 東京都足立区・葛飾区   | オープニングは足立区内にある「堀切駅」で行われたが、堀切の地名は葛飾区のもので、そこも訪ねている。 |
| #98（31）  | まの巻                | 前橋（駅）                    | まえばし                   | 群馬県前橋市           | 前橋市（前橋駅・中央前橋駅付近）を散策後に赤城山へ行った。 |
| #99（32）  | みの巻                | 三鷹（駅）                    | みたか                     | 東京都三鷹市・武蔵野市 | |
| #100（33） | むの巻                | 武蔵引田（駅）                | むさしひきた               | 東京都あきる野市       | JR五日市線に武蔵引田・武蔵増戸・武蔵五日市と3連続で「武蔵」のつく駅が続くということで選ばれた。 |
| #101（34） | めの巻                | 目黒 / 目黒駅                 | めぐろ                     | 東京都品川区           | この回は江戸五色不動を訪ねることが目的であり、目黒不動（瀧泉寺）の他に三軒茶屋の目青不動（教学院）・目白不動（金乗院）・本駒込の目赤不動（南谷寺）・三ノ輪の目黄不動（永久寺）を訪ねた。番組としては広い行動範囲を扱った。                |
| #102（35） | もの巻                | 本八幡（駅）                  | もとやわた                 | 千葉県市川市           | |
| #103（36） | やの巻                | 谷峨（駅）                    | やが                       | 神奈川県足柄上郡山北町 | |
| #104（37） | ゆの巻                | ユーカリが丘 / ユーカリが丘駅 | ゆーがりがおか             | 千葉県佐倉市           | |
| #105（38） | よの巻                | 横浜 / 陸奥横浜駅             | よこはま                   | 青森県上北郡横浜町     | 横浜は横浜でも、神奈川県の「横浜市」ではなく青森県の「横浜町」である |
| #106（39） | らの巻                | 嵐山 / 武蔵嵐山駅             | らんざん                   | 埼玉県比企郡嵐山町     | |
| #107（40） | りの巻                | 両国 / 両国駅                 | りょうごく                 | 東京都墨田区           | 両国駅をスタート、横網町や隅田川、横綱横丁などを散策した。 隅田川散策途中に対岸に渡り、台東区の柳橋のたもとに流れている川が神田川と知って番組終盤は「神田川を溯りの旅」となり、最終的に源流の井の頭公園内にある井の頭池へ行く旅で終えた。 |
| #108（41） | るの巻                | ルネサンス吉川入口            | るねさんすよしかわいりぐち | 埼玉県吉川市           | 地名では、いずれも北海道の留辺蘂（るべしべ）・留萌（るもい）しかなく、番組予算の問題から吉川市内にあるバス停「ルネサンス吉川入口」が選ばれた。                                                                                            |
| #109（42） | れの巻                | 蓮正寺                        | れんしょうじ               | 神奈川県小田原市       | 地名では伊豆の下田市に蓮台寺（れんだいじ）という駅があるが、「る」の巻同様予算の都合上で小田原市内地名でもある「箱根登山バス」のバス停「蓮正寺」が選ばれた。                                                                              |
| #110（43） | ろの巻                | 六郷土手（駅）                | ろくごうどて               | 東京都大田区           | |
| #111（44） | わの巻                | 稚内 / 稚内空港               | わっかない                 | 北海道稚内市           | 「る（ルネサンス吉川入口）」「れ（蓮正寺）」を遠距離の場所でなく東京近郊のバス停にしたのは、「稚内」に行くためと明かしている。 |
| #112（45） | 特別編前編            | 石垣市                        | いしがきし                 | 沖縄県石垣市           | 前回、日本最北端の市（＝稚内市）行ったので、最後は「日本最南端の市」で締めると意味合いで（沖縄の）石垣市になった。しかし、本当の目的は下記のとおりである。                                                                                |
| #113（46） | 特別編後編 （んの巻） | ンブフル                      | んぶふる                   | 沖縄県八重山郡竹富町   | 前述の石垣市とあわせ2週にわたり放送。 前回同様石垣島を散策、翌日に竹富島に渡り散策。 最終目的地である「ンブフルの丘」にたどり着いた。これで「あいうえおの旅」が完結した。                                                                 |

#### 1、2、3の旅
2012年4月9日（#114） - 2012年12月17日（#150）まで放送。
数字で始まる地名・土地を一から順番に探訪するメイン企画。2012年7月9日放送で、キン・シオタニは「二十（の巻）まではやりたい」と言っており、実際に二十の巻までは、DVD化される十六の巻（後述）を除き全ての数字で行われた。二十以降はさすがに該当する地名がない数字があるため、数字を飛ばしつつ継続された。
| #114（1）  | 一の巻         | 一本松（駅）                   | いっぽんまつ           | 埼玉県鶴ヶ島市         | オープニングでは坂戸市と紹介されていたが、駅の所在地は鶴ヶ島市である（ただし、坂戸市の市境に近い）。「志の吉土地こばなし」では、正しく「鶴ヶ島市」と紹介されていた。 |
| #115（2）  | 二の巻         | 二子新地（駅）                 | ふたこしんち           | 神奈川県川崎市高津区   | |
| #116（3）  | 三の巻         | 三ツ境 / 三ツ境駅              | みつきょう             | 神奈川県横浜市瀬谷区   | |
| #117（4）  | 四の巻         | 四街道（駅）                   | よつかいどう           | 千葉県四街道市         | |
| #118（5）  | 五の巻         | 五反野（駅）                   | ごたんの               | 東京都足立区           | |
| #119（6）  | 六の巻         | 六角橋                         | ろくかくばし           | 神奈川県横浜市神奈川区 | |
| #120（7）  | 七の巻         | 七本木                         | しちほんぎ             | 埼玉県児玉郡上里町     | 「が〜まるちょば」のケッチ!がゲストとして登場。 |
| #121（8）  | 八の巻         | 八王子（駅）                   | はちおうじ             | 東京都八王子市         | |
| #122（9）  | 九の巻         | 九石                           | さざらし               | 栃木県芳賀郡茂木町     | 候補として九段下、九品仏（いずれも東京都）があったが、栃木県茂木町にあるスクールバスの待合所「九石」（さざらし）が選ばれた。 |
| #123（10） | 十の巻         | 十条 / 十条駅                  | じゅうじょう           | 東京都北区             | キン・シオタニは十日町（新潟県十日町市）を要望していたが、番組予算の都合上「十条」となった。 |
| #124（11） | 十一の巻       | 十一条                         | じゅういちじょう       | 神奈川県大和市         | 今回は小田急江ノ島線「南林間駅」近くの神奈川中央交通（神奈中バス）大和営業所管轄のバス停である「十一条」停留所が選ばれた。 |
| #125（12） | 十二の巻       | 十二橋（駅）                   | じゅうにきょう         | 千葉県香取市           | この回は隣の茨城県潮来市に立寄ってから香取市に戻り「加藤洲十二橋」めぐりも行っている。 |
| #126（13） | 十三の巻       | 十三 / 十三駅                  | じゅうそう             | 大阪府大阪市淀川区     | この回は、関西地方初ロケ（西日本限定では、散歩部で訪れた「岡山」とあいうえおの旅で訪れた「沖縄」に続く3例目となった）。 |
| #127（14） | 十四の巻       | 十四軒                         | じゅうよんけん         | 埼玉県所沢市           | 今回は西武新宿線「新所沢駅」から西武バスにて西武フラワーヒル行きの途中バス停である「十四軒」停留所が選ばれた。 |
| #128（15） | 十五の巻       | 十五所                         | じゅうごしょ           | 山梨県南アルプス市     | 今回は山梨交通鰍沢営業所管轄で、南アルプス市の旧・櫛形町の地区名でもあるバス停「十五所」停留所が選ばれた。 |
| -          | 十六の巻       | 番組本放送では十六の巻行わず。 | -                      | -                      | 『キンシオ特別編 新作録りおろし 123の旅 16号を行く 〜気ままなぶらり旅〜』というDVD作品として発売されることになった（後述）。 |
| #129（16） | 十七の巻       | 十七号館前                     | じゅうななごうかんまえ | 埼玉県春日部市         | 今回は東武伊勢崎線（東武スカイツリーライン）せんげん台駅と武里駅の中間にある武里団地の区画内を運行する朝日自動車のバス停である「十七号館前」停留所が選ばれた。 |
| #130（17） | 十八の巻       | 18号棟前                       | じゅうはちごうとうまえ | 神奈川県伊勢原市       | キン・シオタニは十八才（山形県西村山郡大江町）を要望していたが、番組予算の都合上で伊勢原市の小田急小田原線「愛甲石田駅」から神奈中バス（伊勢原営業所管轄）の路線「あかね台循環」で途中の東高森団地内にあるバス停「18号棟前」が選ばれた。 |
| #131（18） | 十九の巻       | 十九首                         | じゅうくしょ           | 静岡県掛川市           | 今回は掛川花鳥園を訪ねた際、職業物語もあわせて行われた。 |
| #132（19） | 二十の巻       | 二十世紀ケ丘                   | にじっせいきがおか     | 千葉県松戸市           | 今回は松戸市内にある松戸新京成バスのバス停である「二十世紀ケ丘」が選ばれた。 バス停は「二十世紀ケ丘」だが、地名としては「二十世紀が丘」であり、実際に交差点も「二十世紀ケ丘」（県道松戸原木線）と「二十世紀が丘」（国道464号）の両方があると説明されていた。                                                                                |
| #133（20） | 二十五の巻     | 廿五里                         | ついへいじ             | 千葉県市原市           | |
| #134（21） | 三十の巻       | 三十場                         | みそば                 | 埼玉県秩父市           | 「三十場」は目的地形式として放送。 秩父駅（埼玉県秩父市）をスタートし、秩父市内中心部を散策した後に目的地に向かった。 |
| -          | ※40            | -                              | -                      | -                      | 40に関しては、tvk開局40周年記念 40時間特別番組「あすの地球と子どもたち〜PRAY FOR HAPPINESS」 番組内でキン・シオタニが神奈川の名所40景を独自の目線で選定する『キン・シオタニのかながわ40景!』として（2012年）9月8日 - 9日の特番放送時間内に（40回に分けて）放送された。                                                                      |
| #135（22） | 五十の巻       | 五十部                         | よべ                   | 栃木県足利市           | |
| #136（23） | 百の巻         | 百合丘 / 百合ヶ丘駅            | ゆりがおか             | 神奈川県川崎市麻生区   | 「あいうえおの旅」の「ゆの巻」では、百合丘（ゆりがおか）と思わせておいてユーカリが丘（ユーカリがおか）という引っ掛けがあり百合丘の旅が実現しなかったが、これで実現したことになる。 |
| #137（24） | 二百の巻       | 二百枚                         | にひゃくまい           | 静岡県伊豆市           | |
| #138（25） | 五百の巻       | 五百羅漢（駅）                 | ごひゃくらかん         | 神奈川県小田原市       | |
| #139（26） | 八百の巻       | 八百秋前                       | やおあきまえ           | 群馬県伊勢崎市         | 今回は伊勢崎市内にある群馬中央バスのバス停「八百秋前」が選ばれた。しかし、「八百秋前」の字が読めずに、オープニングを1度収録後地元の人に読み方を確認してから、再度オープニングを収録し直した。 |
| #140（27） | 千の巻         | 千代田区                       | ちよだく               | 東京都千代田区         | オープニングこそ千代田区であるが、実際にはこれまで随時訪ねていた大山道をなぞる旅として、ほぼ国道246号に沿って二子新地（二の巻で登場）までを旅した。 |
| #141（28） | 二千の巻       | 二千階段                       | にせんかいだん         | 群馬県藤岡市           | 今回の「二千階段」は目的地形式として放送。 大泉学園駅（東京都練馬区）をスタートし大泉ICから関越道、目的地の二千階段がある藤岡市の「子王山」（子王山城跡）を訪れた。 ※同時ネット局のテレビ埼玉は10分遅れで放送、詳細は「#放送時間変更の対応」を参照。                                                                                        |
| #142（29） | 六千の巻       | 六千石                         | ろくせんごく           | 群馬県太田市           | 太田市は新田義貞ゆかりの地であり、その話の流れで、前述の『tvk開局40周年記念 40時間特別番組「あすの地球と子どもたち〜PRAY FOR HAPPINESS』内の「キン・シオタニのかながわ40景!」のVTR（化粧坂・切通し）が放送され、tvk以外のネット局では一部分ではあるが初公開となった。                                                                       |
| #143（30） | 八千の巻       | 八千代 / 八千代台駅            | やちよ                 | 千葉県八千代市         | 今回は機材トラブルのままでの収録、キン・シオタニがマイク片手に番組初のリポータースタイルでの放送となる。 ※この放送回については特番の影響で、5いっしょ3ちゃんねるネット局で放送時間が変更された。詳細は「#放送時間変更の対応」を参照。 |
| #144（31） | 万の巻         | 万願寺（駅）                   | まんがんじ             | 東京都日野市           | |
| #145（32） | 四万の巻       | 四万温泉                       | しまおんせん           | 群馬県吾妻郡中之条町   | 「四万温泉」は目的地形式として放送。 「四万温泉」あまりの遠さに途中の沼田駅（群馬県沼田市）からスタート、そのまま沼田市内を散策した後に目的地へ向かった。 |
| #146（33） | 四万十の巻     | 四万十川                       | しまんとがわ           | 高知県四万十市         | 四国地方初ロケ（西日本限定では、散歩部で訪れた「岡山」とあいうえおの旅で訪れた「沖縄」、この1・2・3の旅で訪れた「大阪」に続く4例目となった）。 前編 今回の目的地は、高知県西部を流れる「清流・四万十川」。 高知駅（高知市）からスタート、高知市内（桂浜など）を散策したのち高知県西部に移動、道中・須崎市に寄り散策、安和駅で前編を終えた。 |
| #147（34） | 四万十の巻     | 四万十川                       | しまんとがわ           | 高知県四万十市         | 後編 後編は四万十市の半家駅から始まり、目的地「四万十川」にたどり散策したところで初日を終えた。 二日目は、再び高知市内に戻り播磨屋橋などを散策し『ごめん』行きの電車に乗り旅を締めた。 |
| #148（35） | 六万の巻       | 六万部                         | ろくまんぶ             | 埼玉県久喜市           | |
| #149（36） | 百万の巻       | 百万遍                         | ひゃくまんべん         | 京都府京都市左京区     | キンシオ初の京都ロケ（西日本限定では5例目）。 百万遍交差点をスタート、三条通 → 柳小路 → 近江屋跡・池田屋跡を訪れ、この回の締めは鴨川で次回予告も発表もした。 |
| #150（37） | 京（けい）の巻 | 京都                           | きょうと               | 京都府京都市下京区     | キンシオ、2週連続京都ロケ。 前回締め終えた「鴨川」からスタート、純喫茶巡り → 出町柳などを訪れ、京都タワーで1、2、3の旅を締める |

#### 生きものの名前の地名の旅
2012年12月24日（#151） - 2013年12月9日（#200）まで放送。
動物の名前（植物は除く）が付く地名土地を探訪するメイン企画。
※なお、キン・シオタニが病気入院していた影響で当企画は2013年2月11日放送（#157）で一度休止し4月1日放送（#164）から再開、同企画休止期間中の6週分（#158 - #163）は、前企画である1、2、3の旅を編集した「『1、2、3の旅』ダイジェストセレクション」などを再編集放送として放送した。
| #151（1） | 馬の巻     | 馬車道                    | ばしゃみち         | 神奈川県横浜市中区     | |
| #152（2） | 蛇の巻     | 蛇骨野                    | じゃこつの         | 神奈川県足柄下郡箱根町 | 今回は、箱根町宮ノ下・国道1号沿いにある箱根登山バスの停留所「蛇骨野」が選ばれた。 |
| #153（3） | 鷺の巻     | 鷺ノ宮 / 鷺ノ宮駅         | さぎのみや         | 東京都中野区           | この4回は「○宮」シリーズとして、動物の名前で始まり「宮」で終わる地名を訪れる。 |
| #154（4） | 鷲の巻     | 鷲宮（駅）                | わしのみや         | 埼玉県久喜市           | この4回は「○宮」シリーズとして、動物の名前で始まり「宮」で終わる地名を訪れる。 |
| #155（5） | 雀の巻     | 雀宮（駅）                | すずめのみや       | 栃木県宇都宮市         | この4回は「○宮」シリーズとして、動物の名前で始まり「宮」で終わる地名を訪れる。 |
| #156（6） | 鴨の巻     | 鴨宮（駅）                | かものみや         | 神奈川県小田原市       | この4回は「○宮」シリーズとして、動物の名前で始まり「宮」で終わる地名を訪れる。 |
| #157（7） | 猫の巻     | 猫実                      | ねこざね           | 千葉県浦安市           | 今回は、数少ない猫の地名の中から、東京ベイシティ交通の停留所「猫実」が選ばれた。 収録日は2012年12月25日で、入院前最後の収録となった。 |
| #158から#163の6週間は、キン・シオタニが病気のために入院していた影響で「生きものの名前の地名の旅」を中断。 キン・シオタニが番組復帰するまでの間は、過去に放送された「1、2、3の旅」ダイジェストを編集した「1、2、3の旅 ダイジェストセレクション」などを放送。 |            |                           |                    |                        | |
| #164（8） | 鷹の巻     | 鷹の台（駅）              | たかのだい         | 東京都小平市           | この回からキン・シオタニが復帰。 |
| #165（9） | 亀の巻     | 亀戸 / 亀戸駅             | かめいど           | 東京都江東区           | |
| #166（10） | 海老の巻   | 海老名（駅）              | えびな             | 神奈川県海老名市       | |
| #167（11） | 鹿の巻     | 鹿手袋                    | しかてぶくろ       | 埼玉県さいたま市南区   | |
| #168（12） | 狐の巻     | 狐久保                    | きつねくぼ         | 東京都三鷹市           | 今回は三鷹市下連雀にある吉祥寺通りと連雀通りが交差する狐久保交差点から散策。 |
| #169（13） | 烏の巻     | 烏山                      | からすやま         | 東京都世田谷区         | 今回は世田谷区を走る国道20号（甲州街道）と千歳烏山駅へ繋がる道が交差する烏山交差点から散策。 収録当時、アトレ吉祥寺の3周年イベントとして、キン・シオタニのイラスト展示が行われていたため、後半はアトレ吉祥寺を訪ね「職業物語」を兼ねた。 |
| #170（14） | 犬の巻     | 犬目                      | いぬめ             | 東京都八王子市         | 今回は八王子市犬目町の都道46号（高尾街道）沿いにある犬目停留所（西東京バスのバス停）から散策を始めた。 |
| #171（15） | 猿の巻     | 猿橋 / 猿橋駅             | さるはし           | 山梨県大月市           | 今回は大月市周辺に伝わる桃太郎伝説を訪ねるものであり、猿橋のほか、鳥沢、犬目（現在の上野原市にある富士急山梨バスのバス停であり、前回訪ねた八王子市の犬目とは別）を訪ねた。 |
| #172（16） | 蚊の巻     | 蚊斗谷                    | かばかりや         | 埼玉県比企郡吉見町     | |
| #173（17） | ひばりの巻 | ひばりが丘 / ひばりヶ丘駅 | ひばりがおか       | 東京都西東京市         | 収録当日までに行先を決められなかったため、吉祥寺からドライブしながら生きものの名前がつく地名の場所を探した結果、ひばりが丘にたどりついた。仮に見つからなかった場合には、熊谷（埼玉県熊谷市）になる可能性もあった（後に熊谷も旅している）。 |
| #174（18） | 牛の巻     | 牛袋                      | うしぶくろ         | 千葉県木更津市         | |
| #175（19） | 鶴の巻     | 鶴ヶ島 / 鶴ヶ島駅         | つるがしま         | 埼玉県鶴ヶ島市         | |
| #176（20） | 蟹の巻     | 蟹ケ谷                    | かにがや           | 神奈川県川崎市高津区   | |
| #177（21） | 鳩の巻     | 鳩ノ巣（駅）              | はとのす           | 東京都西多摩郡奥多摩町 | 今回は、東村山（東京都東村山市）から「鳩ノ巣」に行く目的地形式として放送された。 |
| #178（22） | 鶉の巻     | 鶉                        | うずら             | 群馬県邑楽郡邑楽町     | |
| #179（23） | 蛍の巻     | 螢田（駅）                | ほたるだ           | 神奈川県小田原市       | |
| #180（24） | 虎の巻     | 虎ノ門 / 虎ノ門駅         | とらのもん         | 東京都港区             | |
| #181（25） | 鬼の巻     | 鬼越 / 鬼越駅             | おにごえ           | 千葉県市川市           | 今回は「架空の生きものの名前の地名の旅」として、番組前半で鬼の巻として「鬼越」、番組後半でかっぱの巻として「かっぱ橋」（東京都台東区）を散策。 |
| #182（26） | 熊の巻     | 熊谷 / 熊谷駅             | くまがや           | 埼玉県熊谷市           | |
| #183（27） | 鯨の巻     | 鯨岡                      | くじらおか         | 茨城県石岡市           | これまで「あいうえおの旅」「1、2、3の旅」で茨城県に立ち寄ったことはあったが、茨城県からのオープニングは初。 「が〜まるちょば」のケッチ!がゲストとして登場。 キン・シオタニはケッチ!に後述する石岡市内の街並を見せたかったが、鯨岡周辺に茅葺屋根の民家が多く、そこを2人が気に入ったため30分では収まりきらず、次週に持ち越しとなった。               |
| #184（28） | 竜の巻     | 竜の口                    | たつのくち         | 茨城県石岡市           | 先週の鯨岡の続編で、再び「が〜まるちょば」のケッチ!がゲストとして登場。キン・シオタニが見せたかった石岡市内の街並（石岡大火発生後に作られた看板建築）を中心に旅した。 |
| #185（29） | 鰻の巻     | 鰻橋                      | うなぎばし         | 群馬県安中市           | |
| #186（30） | 亥の巻     | 亥鼻                      | いのはな           | 千葉県千葉市中央区     | |
| #187（31） | 伯母様の巻 | 伯母様                    | おばさま           | 神奈川県伊勢原市       | さすがに30個の動物をとりあげネタ切れということもあり、神奈川中央交通のバス停で伊勢原市内に実在する、人間の続柄である伯母様が選ばれた。 |
| #188（32） | 蝉の巻     | 蝉沢                      | せみざわ           | 東京都西多摩郡奥多摩町 | |
| #189（33） | 鮫の巻     | 鮫州（駅）                | さめず             | 東京都品川区           | |
| #190（34） | 鵜の巻     | 鵜野森                    | うのもり           | 神奈川県相模原市南区   | |
| #191（35） | ねずみの巻 | ねずみ                    | ねずみ             | 長野県埴科郡坂城町     | 今回は長野県を初散策。 坂城町南条鼠を走る国道18号にある『ねずみ交差点』から開始。 |
| #192（36） | トンボの巻 | トンボ鉛筆前              | とんぼえんぴつまえ | 東京都北区             | 今回は東京都北区豊島にある都営バスの停留所である「トンボ鉛筆前」バス停から開始。 |
| #193（37） | 塩谷の巻   | 塩谷町                    | しおやまち         | 栃木県塩谷郡塩谷町     | 今回は人間の続柄シリーズ第2弾、キン・シオタニ自らを「生きもの」として本名である「塩谷均（しおたにひとし）」に因み「塩谷町（しおやまち）」を訪ねた。 なお、塩谷町には「玉生（たまにゅう）」という地名が存在することも分かったが、当番組と同じ5いっしょ3ちゃんねる同時ネット番組の『玉ニュータウン』こと「玉ニュー」（たまにゅー）とは特に関係ない。 |
| #194（38） | 祖母の巻   | 祖母谷温泉                | ばばだにおんせん   | 富山県黒部市宇奈月町   | 人間の続柄シリーズ第3弾は祖母（そぼ）。 今回は富山県を初散策、黒部峡谷鉄道欅平駅から祖母谷温泉へ向かう目的地形式として放送。 ※この放送回については特番の影響で、5いっしょ3ちゃんねるネット局で放送時間が変更された。詳細は「#放送時間変更の対応」を参照。                                                                                          |
| #195（39） | 蟻の巻     | 蟻塚                      | ありづか           | 山形県飽海郡遊佐町     | 今回より3回を東北地方シリーズとして放送。 今回は山形県を初散策。 山形県の最北の町・遊佐町内の北目字蟻塚から開始、そのまま北上し秋田県境の「女鹿駅」方面へ向かう。 |
| #196（40） | 象の巻     | 象潟 / 象潟駅             | きさかた           | 秋田県にかほ市象潟町   | 今回は秋田県を初散策。 先週（#196）の蟻塚の続き。 |
| #197（41） | 鮭の巻     | 鮭川村                    | さけがわむら       | 山形県最上郡鮭川村     | 東北地方シリーズの最終回。新庄駅（山形県新庄市）から「鮭川村」に行く目的地形式として放送された。 |
| #198（42） | いたちの巻 | いたち川                  | いたちがわ         | 富山県富山市           | 今回は、「祖母谷温泉」の続きで、キン・シオタニが同じ富山県にある砺波平野の散居村を見たいことからはじまっていた。「ひばりが丘」同様に生きものの名前の地名を決めておらず、探しながらの旅であった。砺波平野周辺では見つけられず、富山空港から飛行機に乗る直前の富山市内で「いたち川」を見つけたことでコーナーとして成立した。                         |
| #199（43） | 燕の巻     | 燕 / 燕駅                 | つばめ             | 新潟県燕市             | 今回は新潟県を初散策。 |
| #200（44） | 重富の巻   | 重富 / 重富駅             | しげとみ           | 鹿児島県姶良市         | 人間の続柄シリーズ第4弾で塩谷町に続く番組関係者絡みの地名であり、重富プロデューサーに因んだ地名。 今回は鹿児島県（九州地方）を初散策（西日本限定では6例目）。 番組エンディングでこれまで訪ねた場所のダイジェストVTRが流され、本当の最後の場所として、立川晴の輔に因んだ「立川の巻」として立川（駅）（東京都立川市）で締めくくった。                |

#### 再編集放送
2013年2月18日（#158） - 3月25日（#163）まで放送。
2013年1月の1ヶ月間、キン・シオタニが病気のために入院していた影響で「生きものの名前の地名の旅」を中断、キン・シオタニが番組復帰するまでの間は、過去に放送された「1、2、3の旅」のダイジェストや、その中から純喫茶を訪ねた部分を「純喫茶物語」として再編集したものなどで穴埋放送した。
なお、再編集放送では「志の吉土地こばなし」が放送されないため、この期間は立川志の吉の出演は無かった。
| #158 | 純喫茶物語・蔵出し映像 / 職業物語 〜ペインティングドキュメンタリー〜 | 純喫茶物語は#150で放送した「1、2、3の旅」（京の巻）からキンシオ好みの「純喫茶店」を2件紹介した。 職業物語は、2012年11月にモザイクモール港北で行われたイベントの模様を放送した。 |
| #159 | 『1、2、3の旅』ダイジェストセレクション（1）                         | 同企画で訪れた「一」〜「七」で始まる街の総集編 |
| #160 | 『1、2、3の旅』ダイジェストセレクション（2）                         | 同企画で訪れた「八」〜「十四」で始まる街の総集編 |
| #161 | 『1、2、3の旅』ダイジェストセレクション（3）                         | 同企画で訪れた「十五」〜「百」で始まる街の総集編 ※セルDVD作品の「16」と特番の「40」を除く9箇所を紹介                                                                            |
| #162 | 『1、2、3の旅』ダイジェストセレクション（4）                         | 同企画で訪れた「二百」〜「万」で始まる街の総集編 |
| #163 | 『1、2、3の旅』ダイジェストセレクション（5） / 職業物語              | 同企画で訪れた「四万」〜「百万」で始まる街の総集編 |

#### 色んな色の旅
2013年12月16日（#201） - 2015年1月12日（#256）までの56週にわたり放送された色の名前が付く地名土地を探訪するメイン企画。放送以来番組史上最も長く続いたメイン企画であったが2022年2月、読めそうで読めない地名の旅にその座を譲った。
| #201（1）  | ■赤の巻         | 赤生原                | あこうばる         | 鹿児島県鹿児島市         | 新企画の初回は鹿児島の桜島の麓・赤生原から開始。 ※事実上、前回（#200）生きものの名前の地名の旅の「重富の巻」からの企画またぎの続編である。                                                                      |
| #202（2）  | ■青の巻         | 青梅 / 青梅駅         | おうめ             | 東京都青梅市             | |
| #203（3）  | ■紫の巻         | 紫                    | むらさき           | 栃木県下野市             | |
| #204（4）  | ■栗の巻         | 栗の沢                | くりのさわ         | 神奈川県横浜市保土ケ谷区 | |
| #205（5）  | ■緑の巻         | みどり市              | みどりし           | 群馬県みどり市           | |
| #206（6）  | ■紅葉の巻       | 紅葉丘                | もみじおか         | 東京都府中市             | |
| #207（7）  | ■白の巻         | 白岡 / 白岡駅         | しらおか           | 埼玉県白岡市             | |
| #208（8）  | ■黄の巻         | 黄和田畑              | きわだはた         | 千葉県君津市             | |
| #209（9）  | ■山吹の巻       | 山吹町                | やまぶきちょう     | 東京都新宿区             | 山吹の巻は2週に分けて放送、水道橋駅から目的地の山吹町にある鵜飼印刷社へ向かう。 ※同時ネットのとちぎテレビは#209（前編）特番を放送のため、放送休止・欠番扱いになった。詳細は「#放送時間変更の対応」を参照。      |
| #210（10） | ■山吹の巻       | 山吹町                | やまぶきちょう     | 東京都新宿区             | 山吹の巻は2週に分けて放送、水道橋駅から目的地の山吹町にある鵜飼印刷社へ向かう。 ※同時ネットのとちぎテレビは#209（前編）特番を放送のため、放送休止・欠番扱いになった。詳細は「#放送時間変更の対応」を参照。      |
| #211（11） | ■渋の巻         | 渋川 / 渋川駅         | しぶかわ           | 群馬県渋川市             | |
| #212（12） | ■紅の巻         | 紅谷町                | べにやちょう       | 神奈川県平塚市           | |
| #213（13） | ■柳の巻         | 柳橋                  | やなぎばし         | 東京都西東京市           | 柳の巻は2週に分けて放送。 都道7号（五日市街道）と都道12号（武蔵境通り）が交差する柳橋から千川上水を練馬区方面たどる旅。                                                                                         |
| #214（14） | ■柳の巻         | 柳橋                  | やなぎばし         | 東京都西東京市           | 柳の巻は2週に分けて放送。 都道7号（五日市街道）と都道12号（武蔵境通り）が交差する柳橋から千川上水を練馬区方面たどる旅。                                                                                         |
| #215（15） | ■あかねの巻     | あかね台              | あかねだい         | 神奈川県横浜市青葉区     | |
| #216（16） | ■桜の巻         | 桜木町                | さくらぎちょう     | 埼玉県さいたま市大宮区   | |
| #217（17） | ■茶の巻         | 茶畑                  | ちゃばたけ         | 静岡県裾野市             | |
| #218（18） | ■草の巻         | 草加 / 草加駅         | そうか             | 埼玉県草加市             | 当初は灰のつく地名を予定していたが、渋滞のためロケ当日には間に合わなくなり、急遽移動途中にあった草加を旅することになった。灰の巻は後日収録し、#235（第35週目）で放送された。                                    |
| #219（19） | ■白金の巻       | 白金温泉              | しろがねおんせん   | 北海道上川郡美瑛町       | #219からの3回は、北海道の富良野市とその周辺を巡る旅を放送した。 |
| #220（20） | ■ラベンダーの巻 | ラベンダー畑（駅）    | らべんだーばたけ   | 北海道空知郡中富良野町   | #219からの3回は、北海道の富良野市とその周辺を巡る旅を放送した。 |
| #221（21） | ■常磐の巻       | 常磐公園              | ときわこうえん     | 北海道旭川市             | #219からの3回は、北海道の富良野市とその周辺を巡る旅を放送した。 |
| #222（22） | ■黄金の巻       | 黄金町 / 黄金町駅     | こがねちょう       | 神奈川県横浜市中区・南区 | |
| #223（23） | ■くろがねの巻   | 鉄町                  | くろがねちょう     | 神奈川県横浜市青葉区     | |
| #224（24） | ■虹の巻         | 虹の歩道橋            | にじのほどうきょう | 埼玉県狭山市             | |
| #225（25） | ■天の巻         | 天矢場（駅）          | てんやば           | 栃木県芳賀郡茂木町       | 今回は2年前「1、2、3の旅」（#122 九の巻）で訪れた茂木町を再び散策。 真岡鐵道茂木駅と天矢場駅間にある「残念桜」を訪れた。                                                                                        |
| #226（26） | ■つつじの巻     | つつじヶ丘（駅）      | つつじがおか       | 東京都調布市             | |
| #227（27） | ■うぐいすの巻   | うぐいす橋            | うぐいすばし       | 神奈川県横浜市保土ケ谷区 | |
| #228（28） | ■桃の巻         | 桃井                  | ももい             | 東京都杉並区             | |
| #229（29） | ■新橋の巻       | 新橋 / 新橋駅         | しんばし           | 東京都港区               | |
| #230（30） | ■藤の巻         | 藤沢（駅）            | ふじさわ           | 神奈川県藤沢市           | ※#230から3週、tvkの放送時間帯が変更。 ※#231・#232の2週、同時ネット局である群馬テレビ・とちぎテレビの放送時間帯が変更。 （いずれも「#放送時間変更の対応」を参照）                                                |
| #231（31） | ■墨の巻         | 墨田                  | すみだ             | 東京都墨田区             | ※#230から3週、tvkの放送時間帯が変更。 ※#231・#232の2週、同時ネット局である群馬テレビ・とちぎテレビの放送時間帯が変更。 （いずれも「#放送時間変更の対応」を参照）                                                |
| #232（32） | ■鳩の巻         | 鳩ヶ谷 / 鳩ヶ谷（駅） | はとがや           | 埼玉県川口市             | ※#230から3週、tvkの放送時間帯が変更。 ※#231・#232の2週、同時ネット局である群馬テレビ・とちぎテレビの放送時間帯が変更。 （いずれも「#放送時間変更の対応」を参照）                                                |
| #233（33） | ■松葉の巻       | 松葉町                | まつばちょう       | 千葉県柏市               | |
| #234（34） | ■霞の巻         | 霞町                  | かすみまち         | 山梨県大月市             | 今回は猿橋町猿橋霞町に行き、1年前の「生きものの名前の地名の旅」（#171 猿の巻）で訪れた猿橋を再び散策したのち大月駅方面に向かう。                                                                                |
| #235（35） | ■灰の巻         | 灰塚                  | はいづか           | 茨城県筑西市             | 前述のとおり、本来は#218（第18週目）としての収録を予定していたもので、ここでようやく灰のつく地名の旅が実現したことになる。                                                                                      |
| #236（36） | ■若葉の巻       | 若葉町                | わかばちょう       | 群馬県伊勢崎市           | 今回は約2年前「1、2、3の旅」（#139 八百の巻）で訪れた伊勢崎市を再び散策した。 |
| #237（37） | ■水の巻         | 水江町（駅）          | みずえちょう       | 神奈川県川崎市川崎区     | |
| #238（38） | ■小豆の巻       | 小豆沢                | あずさわ           | 東京都板橋区             | |
| #239（39） | ■鈍の巻         | 鈍土羅                | どんどら           | 福岡県八女市             | 今回は福岡県を初散策（西日本限定では7例目）。 |
| #240（40） | ■根岸の巻       | 根岸（駅）            | ねぎし             | 神奈川県横浜市磯子区     | |
| #241（41） | ■萩の巻         | 萩丸                  | はぎまる           | 神奈川県横浜市泉区       | |
| #242（42） | ■笹の巻         | 笹原（駅）            | ささばる           | 福岡県福岡市南区         | |
| #243（43） | ■砂の巻         | 砂川                  | すながわ           | 東京都立川市             | ※同時ネット局のとちぎテレビでは台風19号関連ニュースの放送のため5分繰下げて放送された。 |
| #244（44） | ■花の巻         | 花園                  | はなぞの           | 埼玉県所沢市             | 今回は所沢市花園 から始まり隣町の入間郡三芳町を散策した。 |
| #245（45） | ■すみれの巻     | すみれが丘            | すみれがおか       | 神奈川県横浜市都筑区     | ※この放送回については特番の影響による同時ネット局で放送時間が変更された。詳細は「#放送時間変更の対応」を参照。                                                                                                  |
| #246（46） | ■海老の巻       | 海老王子              | えびうち           | 栃木県宇都宮市           | 本編・次週のオープニングでは「えびおうじ」と紹介されていたが、正しくは「えびうち」である（いずれも字幕でフォロー）。                                                                                            |
| #247（47） | ■ねずみの巻     | ねずみ                | ねずみ             | 長野県埴科郡坂城町       | 今回は1年前の「生きものの名前の地名の旅」（#191 ねずみの巻）で訪れた坂城町南条鼠の『ねずみ交差点』から再び散策。                                                                                                |
| #248（48） | ■木の巻         | 木崎（駅）            | きざき             | 群馬県太田市             | 今回は約2年前の「1、2、3の旅」（#142 六千の巻）で訪れた太田市を再び散策した。 |
| #249（49） | ■人の巻         | 人里                  | へんぼり           | 東京都西多摩郡檜原村     | |
| #250（50） | ■中の巻         | 中野（駅）            | なかの             | 東京都中野区             | |
| #251（51） | ■紅梅の巻       | 紅梅通り              | こうばいとおり     | 神奈川県横浜市西区       | |
| #252（52） | ■シアンの巻     | 思案橋 / 思案橋電停   | しあんばし         | 長崎県長崎市             | 今回は長崎市を2週に渡り散策（長崎県を初散策、西日本限定では8例目）。 長崎1週目（#252、思案橋）については、色の名前が付く地名がネタ切れとなり 「シアン(色)」と「思案橋（しあんばし）」という駄洒落になっている。 |
| #253（53） | ■銅の巻         | 銅座                  | どうざ             | 長崎県長崎市             | 今回は長崎市を2週に渡り散策（長崎県を初散策、西日本限定では8例目）。 長崎1週目（#252、思案橋）については、色の名前が付く地名がネタ切れとなり 「シアン(色)」と「思案橋（しあんばし）」という駄洒落になっている。 |
| #254（54） | ■銀の巻         | 銀座                  | ぎんざ             | 長野県飯田市             | ※同時ネットのとちぎテレビは特番の影響で放送時間が変更された。詳細は「#放送時間変更の対応」を参照。 |
| #255（55） | ■金の巻         | 金座                  | きんざ             | 静岡県静岡市葵区         | |
| #256（56） | ■黒の巻         | 黒指                  | くろざす           | 埼玉県飯能市             | ※同時ネットの群馬テレビは特番の影響で放送時間が変更された。詳細は「#放送時間変更の対応」を参照。 |

#### 何でもない道を行く
「色んな色の旅」企画終了翌週の2015年1月19日（#257）から次企画のつなぎで「特別企画」を放送していたが翌週の2015年1月25日（#258）から始めた「何でもない道を行く」がメイン企画となり2016年1月25日（#310）まで続いていた。お題の特性上、他のシリーズとは異なりひとつの街道（○○通り）とその沿線で旅を進めつつ二週から最大五週に分けて紹介する事が多かった。
| #258(1)                                                                   | 井ノ頭通り              | 前編は「井ノ頭通り」を渋谷から吉祥寺まで散策。 | |
| #259(2)                                                                   | 井ノ頭通り              | 後編は「井ノ頭通り」を吉祥寺から武蔵境まで散策、途中からゲストで「が〜まるちょば」のケッチ!が出演。 | |
| #260(3)                                                                   | 多摩湖自転車道          | 「多摩湖自転車道」(1週目)、#259に引き続き「が〜まるちょば」のケッチ!と一緒に西東京市を散策した。 | |
| #261(4)                                                                   | 多摩湖自転車道          | 「多摩湖自転車道」(2週目)、今回は小平市を散策した。 | |
| #262(5)                                                                   | 多摩湖自転車道          | 「多摩湖自転車道」(3週目)、今回は八坂駅・東村山浄水場（ともに東村山市）を経て東大和市を散策した。 | |
| #263(6)                                                                   | 弘明寺かんのん通り      | 今回は横浜市南区の弘明寺界隈の商店街・「弘明寺かんのん通り」を散策した。 | |
| #264(7)                                                                   | 尻手黒川道路            | 今回は川崎市を南北に縦断する「尻手黒川道路」を南側から幸区・（横浜市鶴見区・）中原区・宮前区・麻生区の順で散策した。                                                                                                   | |
| #265(8)                                                                   | 潮風大通り              | 今回は横浜市鶴見区の「潮風大通り」を産業道路から潮鶴橋、 （本編内で）「横浜市営バスの旅」で三角バス停近辺（レアールつくの商店街等）を散策した。                                                                        | |
| #266(9)                                                                   | 浦和所沢バイパス        | 今回はさいたま市を散策、3月25日発売のセルDVD絡みで国道17号も散策した。 | |
| #267(10)                                                                  | 小金井街道              | 前編は｢小金井街道｣（都道15号）沿いの東京都府中市から小金井市まで散策。 | |
| #268(11)                                                                  | 小金井街道              | 後編は引き続き｢小金井街道｣（都道15号、都道24号）沿いの東京都小平市から埼玉県所沢市まで散策。 | |
| #269(12)                                                                  | 野猿街道                | 今回は東京都西部、多摩地区を南北に縦断する「野猿街道」を南側の府中市から日野市・八王子市をたどった。 | |
| #270(13)                                                                  | 世田谷通り              | 今回から4週、東京都道・神奈川県道3号世田谷町田線沿いをたどる旅。 第1週は「世田谷通り」区間（東京都世田谷区三軒茶屋交差点から狛江市まで）を散策。                                                                       | |
| #271(14)                                                                  | 津久井道                | 第2週は「津久井道」区間の狛江市から神奈川県川崎市多摩区まで散策。 | |
| #272(15)                                                                  | 津久井道                | 第3週は「津久井道」区間の川崎市多摩区（読売ランド前駅）から東京都町田市まで散策。 | |
| #273(16)                                                                  | 芝溝街道                | 第4週は「津久井道」区間の柿生駅周辺を散策 そのあと神奈川県道・東京都道57号相模原大蔵町線を町田市側から相模原市の上溝駅方面へ行く「芝溝街道」を散策した。                                                               | |
| #274(17)                                                                  | 浦所街道                | 今回は（実質、何でもない道を行く第9週の続きである）｢浦和所沢バイパス｣を所沢市側からさいたま市へ散策。 | |
| #275(18)                                                                  | 中原街道                | 今回から4週にわたり｢中原街道｣沿いをたどる旅。 第1週は都道2号区間・品川区の五反田から武蔵小山まで散策。 | |
| #276(19)                                                                  | 中原街道                | 第2週は都道2号区間・品川区の武蔵小山から丸子橋まで散策。 | |
| #277(20)                                                                  | 中原街道                | 第3週は都道2号区間・丸子橋から多摩川を渡り川崎市へ、 川崎市からは県道45号区間に入り横浜市瀬谷区まで散策。 | |
| #278(21)                                                                  | 中原街道                | 第4週は県道45号区間の横浜市瀬谷区から道の由来になってる中原御殿がある平塚市まで散策。 | |
| #279(22)                                                                  | 大洗町                  | 今回の目的地・北海道に行くため苫小牧港行きが就航する「さんふらわあ」に乗船するために大洗港へ行った。 途中、大洗市街地（大洗駅など）に立ち寄り散策、大洗港では乗船する「さんふらわあ さっぽろ」の船内を案内・紹介した。 | |
| #280(23)                                                                  | 浦河国道                | 苫小牧港で「さんふらわあ」下船、今回の目的地であるむかわ町と襟裳岬へ行くため浦河国道を走る。 | |
| #281から#284の4週間はクルーズ物語放送のため何でもない道を行くは一時中断。 |                         | | |
| #285(24)                                                                  | 吉祥寺周辺              | 今回は、ゲストで「が〜まるちょば」のケッチ!と一緒に吉祥寺駅周辺の通り（商店街）などを散策。 | |
| #286(25)                                                                  | 武蔵境通り              | 前編は西東京市田無の旧道（所沢街道（旧・都道112号）交差、旧・谷戸新道交差点）から田無駅・柳橋・境浄水場など経て武蔵境駅まで散策。                                                                                      | |
| #287(26)                                                                  | 武蔵境通り              | 後編は武蔵境駅から杵築大社・深大寺参道など経て調布市の下石原交番前交差点（甲州街道・鶴川街道交差）まで散策。 | |
| #288(27)                                                                  | 鶴川街道                | 前編は前回（武蔵境通り）終了地点の調布市下石原交番前交差点から矢野口を経て川崎市麻生区の黒川交差点（尻手黒川道路交差）付近まで散策。                                                                                   | |
| #289(28)                                                                  | 鶴川街道                | 後編は黒川駅から町田市の中央橋北交差点（現・中町交番前交差点、旧・市役所跡地（町田シバヒロ）、都道47号（町田街道）交差）付近まで散策。                                                                                 | |
| #290(29)                                                                  | 御殿通り                | 今回は、千葉県船橋市の御殿通りと近くの海老川を散策。 | |
| #291(30)                                                                  | 苫小牧駅前中央通        | 今回は、苫小牧駅南口の駅前中央通（道道19号）を起点に勇払地区やウトナイ湖などを散策した。 | この回は（事実上）#279・#280の続編である。 |
| #292(31)                                                                  | 尻こすり坂通り          | 今回は、国道134号・横須賀市の夫婦橋交差点から野比交差点までの「尻こすり坂通り」区間と周辺を散策。 | |
| #293(32)                                                                  | 国道28号 （淡路島）     | 今回は、明石海峡大橋から淡路島に入り淡路市の岩屋港近くの交差点から国道28号沿いを南あわじ市方面に散策。 | 今回、兵庫県を2週に渡り散策（兵庫県を初散策、西日本限定では9例目）。 |
| #294(33)                                                                  | フラワーロード （神戸） | 今回は先週の続き、兵庫県の県庁所在地・神戸市中央区のフラワーロード（県道30号新神戸停車場線）周辺を中心に散策した。 | 今回、兵庫県を2週に渡り散策（兵庫県を初散策、西日本限定では9例目）。 |
| #295(34)                                                                  | 都道112号 （西東京市）  | 今回は#286（武蔵境通り）で訪れた西東京市田無の旧・谷戸新道交差点（所沢街道（、武蔵境通り旧道））の都道112号旧道交差からひばりヶ丘駅方面に散策。                                                                        | |
| #296(35)                                                                  | 連雀通り                | 前編は人見街道（都道110号）交点の三鷹市牟礼付近から小金井市の新小金井駅周辺までを散策。 | 前編の正式なサブタイトルは「連雀通り（三鷹市・小金井市）」 |
| #297(36)                                                                  | 連雀通り                | 後編は新小金井駅周辺から野川公園・武蔵野公園を経て府中街道（都道17号）の交点・国分寺市恋ヶ窪までと西国分寺駅近くの「姿見の池」を散策した。                                                                             | 後編の正式なサブタイトルは「連雀通り（小金井市）」 |
| #298(37)                                                                  | 綱島街道                | 今回から綱島街道（神奈川県道2号）をたどる旅。 第1週は中原街道（県道2号・県道45号）となる交点・丸子橋交差点から武蔵小杉駅（中原街道（国道409号）付近まで散策。                                                          | ※この放送回については特番の影響による同時ネット局で放送時間が変更・番組休止された。詳細は「#放送時間変更の対応」を参照。 第1週の正式なサブタイトルは「綱島街道（川崎市中原区）」 |
| #299(38)                                                                  | 綱島街道                | 第2週は武蔵小杉駅から元住吉駅界隈を散策。 | 第2週も正式なサブタイトルは「綱島街道（川崎市中原区）」 |
| #300 (39)                                                                 | 綱島街道                | 第3週は元住吉駅から日吉・大倉山駅界隈を散策。 | 第3週の正式なサブタイトルは「綱島街道（川崎市中原区・横浜市港北区）」 |
| #301(40)                                                                  | 綱島街道                | 第4週は大倉山駅から菊名・六角橋・東神奈川界隈を散策。 | 第4週の正式なサブタイトルは「綱島街道（横浜市港北区・横浜市神奈川区）」 |
| #302(41)                                                                  | 五日市街道              | 今回から五日市街道（都道7号）沿いをたどる旅。 第1週は起点の青梅街道との交差・五日市街道交差点（新高円寺駅付近）から高井戸（環八交差付近）まで散策。                                                                    | 第1週の正式なサブタイトルは「五日市街道（東京都杉並区）」 |
| #303(42)                                                                  | 五日市街道              | 第2週は杉並区高井戸（柳窪交差点）から武蔵野市の八幡宮前交差点（吉祥寺通り交差）まで散策。 | 第2週の正式なサブタイトルは「五日市街道（東京都杉並区・東京都武蔵野市）」 |
| #304(43)                                                                  | 五日市街道              | 第3週は武蔵野市の八幡宮前交差点から三鷹駅（北口）を経て武蔵野市の境橋交差点（都道123号交差）まで散策。 | 第3週の正式なサブタイトルは「五日市街道（東京都武蔵野市・東京都三鷹市）」 |
| #305(44)                                                                  | 五日市街道              | 第4週は西東京市（武蔵野市の境橋交差点（都道123号交差）付近）から玉川上水沿いを立川市方面へ散策。 | 第4週の正式なサブタイトルは「五日市街道（西東京市・小平市・国分寺市・立川市）」                                                                                                  |
| #306(45)                                                                  | 五日市街道              | 立川市から五日市街道の終着であるあきる野市（武蔵五日市駅前交差点、秋川街道（檜原街道）交点）付近まで散策。 | 第5週の正式なサブタイトルは「五日市街道（立川市・福生市・あきる野市）」 |
| #307(46)                                                                  | 横浜市営交通の旅（2）   | 今回は横浜駅西口バスターミナルから横浜市営バスに乗車し本牧方面へ散策。 | |
| #308(47)                                                                  | 階段国道                | 今回から青森県外ヶ浜町に存在する国道339号の一部である階段国道を目指す旅。 第1週は新青森駅から五所川原市に向かい 楠美家住宅・五所川原駅周辺を散策。                                                                     | 第1週、正式なサブタイトルは「階段国道 （青森県青森市、青森県五所川原市）」 |
| #309(48)                                                                  | 階段国道                | 第2週は五所川原市街地から金木地区に行き太宰治記念館 「斜陽館」に立ち寄ったあと中泊町の坂本台で冬期閉鎖、再び五所川原市街地へ戻る。                                                                                     | 第2週、正式なサブタイトルは「階段国道 （青森県五所川原市）」 |
| #310(49)                                                                  | 階段国道                | 第3週は青森市に戻り国道280号（松前街道）ルートで外ヶ浜町の目的地の階段国道にたどり着いたが階段自体の冬期閉鎖で今回の旅を終えた。 番組の最後に次企画#ABCの旅も発表した。                                                | 第3週、正式なサブタイトルは「階段国道 （青森県青森市、青森県外ヶ浜町）」 |

#### クルーズ物語（特別企画）
「何でもない道を行く」放送中の2015年7月6日（#281）から4週にわたりクルーズ客船｢コスタ・ヴィクトリア｣に乗船して寄港地の街を散策する旅を放送した。
| #281(1) | 函館編   | 第1週は横浜港大さん橋で船を見送った3日後に寄港する函館に移動、函館港から船に乗船する合間に函館市内を散策。 | |
| #282(2) | 秋田編   | 第2週は秋田港に寄港、秋田駅界隈を散策。 | ※#282から3週、tvkの放送時間帯が変更。 ※#283・#284の2週、同時ネット局であるとちぎテレビの放送時間帯変更や群馬テレビ番組自体休止があった（いずれも「#放送時間変更の対応」を参照）。 |
| #283(3) | 釜山編   | 第3週は韓国の釜山港に寄港、番組初の海外ロケとして釜山市街を散策。 | ※#282から3週、tvkの放送時間帯が変更。 ※#283・#284の2週、同時ネット局であるとちぎテレビの放送時間帯変更や群馬テレビ番組自体休止があった（いずれも「#放送時間変更の対応」を参照）。 |
| #284(4) | 佐世保編 | 第4週、番組前半は佐世保港に寄港し佐世保市街（佐世保駅・さるくシティ4○3）を散策。 番組後半は佐世保で合流した立川晴の輔が登場、大阪へ向かう船内イベントとしてキンパレを行い大阪港（天保山ターミナル）で下船した。 | ※#282から3週、tvkの放送時間帯が変更。 ※#283・#284の2週、同時ネット局であるとちぎテレビの放送時間帯変更や群馬テレビ番組自体休止があった（いずれも「#放送時間変更の対応」を参照）。 |

#### ABCの旅
「何でもない道を行く」企画終了翌週の2016年2月1日（#311）から同年7月25日（#336）まで26週にわたって頭文字アルファベットで始まる地名・施設を起点（目的地）を旅した企画。
| #311（1）  | A     | AIKAWA 愛川町                            | 神奈川県愛甲郡愛川町     |                                                                                                | |
| #312（2）  | B     | BUSHI 仏子（駅）                         | 埼玉県入間市             | 仏子近辺を散策後金子駅方面に移動、 日本一の道標といちょう通り も散策した。                     | 今回散策した「日本一の道標といちょう通り」は、 何でもない道を行く第34週・35週の番組最初に言っていた 入間市の目的地でもあった。                                     |
| #313（3）  | C     | CHUŌKOUMINKAN-MAE 中央公民館前（交差点） | 東京都小平市             |                                                                                                | 今回はロケに立川晴の輔も参加した。 |
| #314（4）  | D     | DEN-EN-CHŌFU 田園調布 / 田園調布駅       | 東京都大田区             |                                                                                                | |
| #315（5）  | E     | ENZAN 塩山                               | 山梨県甲州市             |                                                                                                | |
| #316（6）  | F     | FUKAYA 深谷 / 深谷駅                     | 埼玉県深谷市             |                                                                                                | |
| #317（7）  | G     | GUZO 久所                                | 神奈川県足柄上郡中井町   |                                                                                                | |
| #318（8）  | H     | HIGASHI-KURUME 東久留米 / 東久留米駅     | 東京都東久留米市         |                                                                                                | |
| #319（9）  | I     | ITAKURA 板倉町                           | 群馬県邑楽郡板倉町       | 今回は群馬（板倉町）・栃木県（栃木市）・埼玉県（加須市）の3県境が目的地として訪れた。          | |
| #320（10） | J     | JŌGASHIMA 城ヶ島                         | 神奈川県三浦市           |                                                                                                | |
| #321（11） | K     | KOGANEI 小金井 / 小金井駅                | 栃木県下野市             |                                                                                                | |
| #322（12） | L ↓ R | REMON-DANI レモン谷                      | 広島県尾道市             | 1週目は生口島の目的地を訪れたあと耕三寺など散策。                                              | 今回は2週に渡り尾道・福山の瀬戸内海側を散策。 ※広島県を初散策、西日本限定では10例目。                                                                              |
| #323（13） | M     | MATSUNAGA 松永 / 松永駅                  | 広島県福山市             | 2週目は福山市の松永駅から鞆町方面へ散策。                                                      | 今回は2週に渡り尾道・福山の瀬戸内海側を散策。 ※広島県を初散策、西日本限定では10例目。                                                                              |
| #324（14） | N     | NEBUKAWA 根府川（駅）                    | 神奈川県小田原市         |                                                                                                | |
| #325（15） | O     | OSHIAGE 押上 / 押上駅                    | 東京都墨田区             |                                                                                                | |
| #326（16） | P     | PIONEER-MAE パイオニア前（バス停）       | 埼玉県川越市             | 今回は、パイオニア川越事業所の東側にあるバス停「パイオニア前」から川越市を散策。               | |
| #327（17） | Q     | Qiball きぼーる                          | 千葉県千葉市中央区       | 今回は、千葉市の複合施設「Qiball（きぼーる）」から周辺を散策。                                 | |
| #328（18） | R ↓ L | LAKE TOWN レイクタウン                   | 埼玉県越谷市             | 今回は、レイクタウン北交差点から相模町などを散策。                                             | |
| #329（19） | S     | SAKURAGICHŌ 桜木町                       | 群馬県桐生市             |                                                                                                | |
| #330（20） | T     | TANMACHI 反町（駅）                      | 神奈川県横浜市西区       |                                                                                                | |
| #331（21） | U     | UENO 上野 / 上野駅                       | 東京都台東区             |                                                                                                | |
| #332（22） | V     | VENUS BRIDGE ビーナスブリッジ            | 兵庫県神戸市中央区       | 今回は約1年ぶり（#294何でもない道を行く）の神戸訪問。 ビーナスブリッジは目的地形式で散策した。 | |
| #333（23） | W     | WADAMACHI 和田町（駅）                   | 神奈川県横浜市保土ケ谷区 |                                                                                                | |
| #334（24） | X     | XAVIER MEMORIAL CHURCH サビエル記念聖堂  | 山口県山口市             | 今回は目的地形式で散策した。 ※山口県を初散策、西日本限定では11例目。                           | ※#334から3週、tvkの放送時間帯が変更。 ※#335・#336の2週、同時ネット局である群馬テレビの放送時間帯変更および休止があった。 （いずれも「#放送時間変更の対応」を参照） |
| #335（25） | Y     | Y-KO MAE Y校前（交差点）                 | 神奈川県横浜市南区       | 今回はY校こと横浜市立横浜商業高等学校からの散策。                                              | ※#334から3週、tvkの放送時間帯が変更。 ※#335・#336の2週、同時ネット局である群馬テレビの放送時間帯変更および休止があった。 （いずれも「#放送時間変更の対応」を参照） |
| #336（26） | Z     | ZEZE 膳所（駅）                          | 滋賀県大津市             | ※滋賀県を初散策、西日本限定では12例目。                                                        | ※#334から3週、tvkの放送時間帯が変更。 ※#335・#336の2週、同時ネット局である群馬テレビの放送時間帯変更および休止があった。 （いずれも「#放送時間変更の対応」を参照） |

#### 食べものにまつわる地名の旅
「ABCの旅」企画終了翌週の2016年8月1日（#337）から「食べものの旅」として放送開始したが、翌週の8月8日（#338）にタイトルを改めて「食べものにまつわる地名の旅」に変更し2017年5月26日（#380）まで放送。
今回はお題に食物名が入っている地名（施設名）付近を散策する企画。
| #337（1）  | 大豆        | 大豆戸 （まめど）                         | 神奈川県横浜市港北区 | 今回は何でもない道を行くなどで訪れた綱島街道（県道2号）の交差点から散策。 |
| #338（2）  | 芋          | 芋窪 （いもくぼ）                         | 東京都東大和市       | 今回は青梅街道（都道5号）と芋窪街道（都道43号）が交差する芋窪交差点から散策。 |
| #339（3）  | 八朔        | 北八朔 （きたはっさく）                   | 神奈川県横浜市緑区   | |
| #340（4）  | 南瓜        | 南瓜生 （みなみうりゅう）                 | 東京都多摩市         | |
| #341（5）  | 桃          | 桃園 （ももその）                         | 山梨県南アルプス市   | 今回は、｢1、2、3の旅」（#128、十五所）で訪れた旧・櫛形町を番組で再び訪れた。 |
| #342（6）  | 味噌        | 味噌田 （みそだ）                         | 神奈川県秦野市       | |
| #343（7）  | 塩          | 塩 （しお）                               | 埼玉県熊谷市         | 今回は、塩古墳群などを訪れた。 |
| #344（8）  | 梅          | 梅林 （ばいりん）                         | 神奈川県川崎市高津区 | 今回は、川崎市高津区の久地地区から散策。 |
| #345（9）  | 氷          | 氷川町 （ひかわちょう）                   | 埼玉県鴻巣市         | |
| #346（10） | 麦          | 生麦 （なまむぎ）                         | 神奈川県横浜市鶴見区 | |
| #347（11） | 油          | 油面 （あぶらめん）                       | 東京都目黒区         | |
| #348（12） | 茗荷        | 茗荷谷（駅） （みょうがだに）             | 東京都文京区         | |
| #349（13） | 梨          | 山梨 （やまなし）                         | 千葉県四街道市       | ※この放送回については特番の影響による同時ネット局で放送時間が変更・番組休止された。詳細は「#放送時間変更の対応」を参照。                                                                |
| #350（14） | 榎 （榎茸） | 榎町 （えのきちょう）                     | 神奈川県横浜市南区   | |
| #351（15） | 寿司        | すしや通り （すしやとおり）               | 東京都台東区         | |
| #352（16） | 白瀧        | 白瀧神社 （しらたきじんじゃ）             | 群馬県桐生市         | |
| #353（17） | 枇杷        | 枇杷原 （びわはら）                       | 宮城県仙台市太白区   | 今回は2週にわたり宮城県(仙台市)を初散策。 |
| #354（18） | 米          | 米ヶ袋 （こめがふくろ）                   | 宮城県仙台市青葉区   | 今回は2週にわたり宮城県(仙台市)を初散策。 |
| #355（19） | 栗          | 栗木 （くりき）                           | 神奈川県横浜市磯子区 | |
| #356（20） | 玉子        | 玉子橋 （たまごばし）                     | 埼玉県幸手市         | |
| #357（21） | 萩          | 萩山(駅） （はぎやま）                    | 東京都東村山市       | |
| #358（22） | 稲荷        | 稲荷前 （いなりまえ）                     | 神奈川県平塚市       | |
| #359（23） | 醤油        | 溝口醤油店前 （みぞぐちしょうゆてんまえ） | 千葉県袖ケ浦市       | ※#359・#360の2週、同時ネット局である群馬テレビの放送時間が変更・番組休止、詳細は「#放送時間変更の対応」を参照。                                                                         |
| #360（24） | 茄子        | 茄子作 （なすずくり）                     | 大阪府枚方市         | ※#359・#360の2週、同時ネット局である群馬テレビの放送時間が変更・番組休止、詳細は「#放送時間変更の対応」を参照。                                                                         |
| #361（25） | 粟          | 粟田 （あわた）                           | 神奈川県横須賀市     | |
| #362（26） | 竹の子      | 竹の子 （たけのこ）                       | 福岡県久留米市       | |
| #363（27） | 狐          | 狐久保 （きつねくぼ）                     | 東京都三鷹市         | |
| #364（28） | 栃木        | 栃木 （とちぎ）                           | 栃木県栃木市         | 栃木にはあいうえおの旅” との巻 ”でも訪問しており、全く同じ起点名が再度採用される事は今回が初である。                                                                                    |
| #365（29） | 韮          | 韮山 （にらやま）                         | 静岡県伊豆の国市     | 今回は2週にわたり、地元出身のケッチ!（が〜まるちょば）を迎えて散策。 |
| #366（30） | 韮          | 韮山 （にらやま）                         | 静岡県伊豆の国市     | 今回は2週にわたり、地元出身のケッチ!（が〜まるちょば）を迎えて散策。 |
| #367（31） | 白子        | 白子橋 （しらこばし）                     | 埼玉県飯能市         | |
| #368（32） | 柿          | 柿の下 （かきのした）                     | 東京都清瀬市         | |
| #369（33） | 杏          | 杏 （からもも）                           | 長野県松本市         | 今回はDVD第4弾（20号を行く）撮影途中で立ち寄った同市北部の杏バス停から散策。 |
| #370（34） | 糀          | 糀谷 （こうじや）                         | 東京都大田区         | 今回は糀谷駅前からの散策。 |
| #371（35） | 麻          | 原当麻（駅） （はらたいま）               | 神奈川県相模原市南区 | 今回は（○○の）実シリーズとして七味などで使われる麻の実をお題にして原当麻駅となった。 ※同時ネット局のとちぎテレビは臨時ニュース放送のため番組休止、詳細は「#放送時間変更の対応」を参照。 |
| #372（36） | 蓮根        | 蓮根 （はすね）                           | 東京都板橋区         | 今回は蓮根駅前からの散策。 |
| #373（37） | 団子        | 団子坂 （だんござか）                     | 東京都文京区         | |
| #374（38） | 人参        | にんじん通り （にんじんどうり）           | 岐阜県各務原市       | 今回は2週にわたり、にんじん通りとその周辺を散策。 |
| #375（39） | 人参        | にんじん通り （にんじんどうり）           | 岐阜県各務原市       | 今回は2週にわたり、にんじん通りとその周辺を散策。 |
| #376（40） | オレンジ    | オレンジヒル                              | 神奈川県秦野市       | 今回は秦野市南矢名にある同名のバス停から散策。 |
| #377（41） | 小豆        | 小豆沢 （あずさわ）                       | 東京都板橋区         | 色んな色の旅でも起点となっており、同じ起点がお題に再度採用されるのは栃木に続き２回目である。                                                                                            |
| #378（42） | 大根        | 大根 （おおね）                           | 群馬県太田市         | 今回は旧・新田町の大根（おおね）地区から散策。 |
| #379（43） | 金          | 金沢 （かなざわ）                         | 石川県金沢市         | 今回は2週にわたり、金沢とその周辺を散策。 |
| #380（44） | 金          | 金沢 （かなざわ）                         | 石川県金沢市         | 今回は2週にわたり、金沢とその周辺を散策。 |

#### からだのなまえの地名の旅
「食べものにまつわる地名の旅」企画終了翌週の2017年6月5日（#381）から放送開始され2017年12月4日（#407）まで27週にわたり放送された企画の旅、今回はお題に身体の部位名が入っている地名（施設名）付近を散策する企画。
| #381（1）  | 鼻毛         | 鼻毛石 （はなげいし）                                       | 群馬県前橋市           | ※同日ネット局のとちぎテレビは特別番組放送のため番組休止、詳細は「#放送時間変更の対応」を参照。            |  |
| #382（2）  | 頭           | 井の頭公園 （いのかしらこうえん）                           | 東京都武蔵野市         | ※今回はtvkの深夜番組「関内デビル」とのコラボ企画で大場英治と吉祥寺を散策。                                |  |
| #383（3）  | 口           | 大口（駅） （おおぐち）                                     | 神奈川県横浜市神奈川区 | |  |
| #384（4）  | 手           | 手打前 （てうちまえ）                                       | 東京都西多摩郡檜原村   | |  |
| #385（5）  | 足           | 足柄（駅） （あしがら）                                     | 静岡県駿東郡小山町     | |  |
| #386（6）  | 指           | 小手指 / 小手指（駅） （こてさし）                          | 埼玉県所沢市           | |  |
| #387（7）  | 肘           | 肘谷 （ひじや）                                             | 茨城県下妻市           | ※#387・#388の2週、tvkと群馬テレビの放送時間帯が変更および休止。 （いずれも「#放送時間変更の対応」を参照） |  |
| #388（8）  | 膝           | 膝折 （ひざおり）                                           | 埼玉県朝霞市           | ※#387・#388の2週、tvkと群馬テレビの放送時間帯が変更および休止。 （いずれも「#放送時間変更の対応」を参照） |  |
| #389（9）  | 尻           | 尻手（駅） （しって）                                       | 神奈川県川崎市幸区     | |  |
| #390（10） | 目           | 犬目 （いぬめ）                                             | 山梨県上野原市         | ※今回は2013年（#171）放送、「生きものの名前の地名の旅」の15週目（猿の巻）で訪れた犬目地区から散策。       |  |
| #391（11） | 爪           | 爪田ケ谷 （つめたがや）                                     | 埼玉県白岡市           | |  |
| #392（12） | 腰           | 宮の腰 （みやのこし）                                       | 神奈川県藤沢市         | |  |
| #393（13） | 胸           | 胸突坂 （むなつきざか）                                     | 東京都文京区           | |  |
| #394（14） | 脇           | 脇田町 （わきたまち）                                       | 埼玉県川越市           | |  |
| #395（15） | 歯           | 歯科大グラウンド前 （しかだいぐらうんどまえ）               | 東京都小金井市         | |  |
| #396（16） | 額           | 上高額 （かみたかひたい）                                   | 福島県喜多方市         | 今回は2週にわたり福島県（会津地方）を初散策。                                                             |  |
| #397（17） | 額           | 上高額 （かみたかひたい）                                   | 福島県喜多方市         | 今回は2週にわたり福島県（会津地方）を初散策。                                                             |  |
| #398（18） | 毛           | 野毛 （のげ）                                               | 神奈川県横浜市中区     | |  |
| #399（19） | 甲           | 愛甲石田（駅） （あいこういしだ）                           | 神奈川県厚木市         | |  |
| #400（20） | 鼻           | 鼻高町 （はなだかまち）                                     | 群馬県高崎市           | |  |
| #401（21） | 首           | 首都大荒川キャンパス前 （しゅとだいあらかわきゃんぱすまえ） | 東京都荒川区           | |  |
| #402（22） | 骨           | 鹿骨 （ししぼね）                                           | 東京都江戸川区         | ※前半の後半に純喫茶物語。tvk本社のある横浜メディアビジネスセンター1Fのハーバーズダイニングを訪問          |  |
| #403（23） | こぶし（拳） | こぶし公園 （こぶしこうえん）                               | 千葉県松戸市           | |  |
| #404（24） | 顔           | 顔振峠 （こうぶりとうげ）                                   | 埼玉県飯能市           | |  |
| #405（25） | 人中         | 隼人中学高校 （はやとちゅうがくこうこう）                   | 神奈川県横浜市瀬谷区   | ※前半の後半に職業物語。横浜ベイクォーター内のインテリアショップ”LIVING HOUSE"を訪問                       |  |
| #406（26） | 背           | 背合 （せなごう）                                           | 新潟県佐渡市           | シリーズファイナルとして2週にわたり新潟県佐渡市（佐渡島）を初散策。                                       |  |
| #407（27） | 背           | 背合 （せなごう）                                           | 新潟県佐渡市           | シリーズファイナルとして2週にわたり新潟県佐渡市（佐渡島）を初散策。                                       |  |

#### 一文字地名の旅
「からだのなまえの地名の旅」企画終了翌週の2017年12月11日（#408）から放送開始され2018年11月12日（#456)まで放送された旅。今回はお題が漢字一文字である地名（施設名）付近を散策する企画。
| #408（1）  | 耳 | みみ     | 鳥取県倉吉市           | |
| #409（2）  | 嵩 | だけ     | 島根県松江市           | |
| #410（3）  | 蕨 | わらび   | 埼玉県蕨市             | |
| #411（4）  | 寄 | やどりき | 神奈川県足柄上郡松田町 | 番組史上初めて元日に放送されたレギュラー（特番以外の）回。 （放送開始以降元日が月曜日であったのは2018年が初めて）                 |
| #412（5）  | 加 | か       | 千葉県流山市           | |
| #413（6）  | 木 | き       | 栃木県栃木市           | |
| #414（7）  | 岸 | きし     | 東京都武蔵村山市       | 番組後半で近隣の青梅街道にある一文字の交差点、”宿（しゅく）”と”峰（みね）”を訪問                                                  |
| #415（8）  | 塚 | つか     | 東京都武蔵野市         | |
| #416（9）  | 雷 | いかずち | 東京都江戸川区         | 江戸川区東葛西9丁目付近にある雷交差点付近からスタート                                                                             |
| #417（10） | 砂 | すな     | 神奈川県相模原市緑区   | 相模原市緑区にある神奈川中央交通の”砂”バス停前からスタート                                                                        |
| #418（11） | 沼 | ぬま     | 埼玉県幸手市           | |
| #419（12） | 菅 | すげ     | 神奈川県川崎市多摩区   | |
| #420（13） | 野 | の       | 群馬県伊勢崎市         | |
| #421（14） | 平 | たいら   | 東京都町田市           | 町田市上小山田町にある神奈川中央交通の”平”バス停前からスタート。2週目は町田駅前からスタートし番組後半には町田リス園を休園日に訪問 |
| #422（15） | 平 | たいら   | 東京都町田市           | 町田市上小山田町にある神奈川中央交通の”平”バス停前からスタート。2週目は町田駅前からスタートし番組後半には町田リス園を休園日に訪問 |
| #423（16） | 砧 | きぬた   | 東京都世田谷区         | |
| #424（17） | 東 | ひがし   | 東京都国立市           | |
| #425（18） | 西 | にし     | 神奈川県横浜市都筑区   | 横浜市都筑区早渕にある”西”バス停（横浜市営バス）前からスタート                                                                    |
| #426（19） | 南 | みなみ   | 山梨県山梨市           | |
| #427（20） | 北 | きた     | 埼玉県羽生市           | |
| #428（21） | 柏 | かしわ   | 千葉県柏市             | 柏駅西口前にある純喫茶コンパルからスタート                                                                                        |
| #429（22） | 関 | せき     | 埼玉県児玉郡美里町     | |
| #430（23） | 峰 | みね     | 東京都杉並区           | 杉並区方南にある”峰”バス停（京王バス）前よりスタート                                                                              |
| #431（24） | 浜 | はま     | 神奈川県横浜市磯子区   | 横浜市磯子区久木町にある”浜”バス停（横浜市営バス）前よりスタート                                                                  |
| #432（25） | 坊 | ぼう     | 東京都西多摩郡瑞穂町   | 瑞穂町大字二本木にある”坊”バス停（西武バス）前よりスタート                                                                        |
| #433（26） | 忍 | おし     | 埼玉県行田市           | |
| #434（27） | 芝 | しば     | 東京都港区             | |
| #435（28） | 里 | さと     | 埼玉県川口市           | 里交差点よりスタート。日光御成街道を歩き、鳩ヶ谷の美容室とカフェをめぐる。JR川口駅前でエンディング。                              |
| #436（29） | 岩 | いわ     | 神奈川県足柄下郡真鶴町 | ”岩”バス停（真鶴町コミュニティバス）前よりスタート。瀧門寺の小松石、岩海岸、JR真鶴駅前の福浦屋、番場浦海岸の採石場跡をめぐる。    |
| #437（30） | 県 | あがた   | 栃木県足利市           | 東武伊勢崎線”県”駅前よりスタート。赤レンガ造りの工場、福居駅前の焼きたてマフィン、足利市駅から渡良瀬川を渡り、JR足利駅をめぐる。  |
| #438（31） | 台 | だい     | 神奈川県鎌倉市         | ”台”バス停（江ノ電バス）前よりスタート。国鉄大船工場跡、鎌倉時代の墓穴、大船駅前の商店街をめぐる。                                |
| #439（32） | 鶉 | うずら   | 群馬県邑楽郡邑楽町     | ”鶉”バス停（広域公共バス）よりスタート。小泉城址、ブラジル風の東武西小泉駅から幻の路線をめぐる。                                  |
| #440（33） | 錦 | にしき   | 東京都練馬区           | ”錦2-10”電柱広告前よりスタート。旧川越街道、下練馬宿、練馬区独立記念碑をめぐる。西武練馬駅前でエンディング。                      |
| #441（34） | 椚 | くぬぎ   | 埼玉県春日部市         | 富多小学校前よりスタート。庚申塔に「椚」の文字を発見、地下放水路の庄和排水機場、南桜井駅の地下道アートをめぐる。                  |
| #442（35） | 椿 | つばき   | 千葉県木更津市         | |
| #443（36） | 境 | さかい   | 神奈川県足柄上郡中井町 | |
| #444（37） | 林 | はやし   | 神奈川県厚木市         | |
| #445（38） | 梁 | やな     | 栃木県小山市           | |
| #446（39） | 纏 | まとい   | 神奈川県平塚市         | |
| #447（40） | 樽 | たる     | 群馬県渋川市           | |
| #448（41） | 森 | もり     | 北海道茅部郡森町       | |
| #449（42） | 佃 | つくだ   | 東京都中央区           | |
| #450（43） | 驚 | おどろき | 千葉県長生郡長生村     | |
| #451（44） | 津 | つ       | 神奈川県鎌倉市         | |
| #452（45） | 垈 | ぬた     | 山梨県市川三郷町       | |
| #453（46） | 師 | もろ     | 群馬県利根郡みなかみ町 | |
| #454（47） | 佐 | さ       | 茨城県つくば市         | |
| #455（48） | 名 | みょう   | 埼玉県羽生市           | |
| #456（49） | 蛸 | たこ     | 福井県坂井市           | 初の福井県内でのロケでシリーズファイナルを迎え、番組エンディングで新シリーズが発表された                                          |

#### 〇文字地名の旅
「一文字地名の旅」企画終了翌週の2018年11月19日（#457）から放送開始され2019年2月4日（#468）まで放送された旅。今回はお題が二文字である地名（施設名）付近を散策する企画から始まり、以降お題の文字数を一文字ずつ増やしてゆく企画　本編の冒頭でキン・シオタニによるドローイング映像が流れるジングル画は従来はシリーズ単位で変更されていたが、今回のシリーズでは文字数が増えるごとに文字数のみならず毎放送回毎に異なる絵が披露されている（ジングル曲は変更なし）一文字地名の旅に続く意味合いを持つ企画でもあったがネット放送開始後のレギュラー企画では最も短命である（全12回）　
| #457（1）  | 二文字            | 松濤                         | 東京都渋谷区     | 松濤一丁目よりかつての小川が暗渠になってできた遊歩道を中心に渋谷特有の高低差を感じながら散策。富ヶ谷、代々木八幡（神社）、代々木上原駅前などを経て世田谷区との境界にある玉川上水旧水路大山緑道に至る。 |
| #458（2）  | 三文字            | マキノ                       | 滋賀県高島市     | JR湖西線マキノ駅前からスタート。*かつては高島郡マキノ町が存在したが2005年合併により消滅した |
| #459（3）  | 四文字            | めぐみ町                     | 神奈川県海老名市 | 海老名駅西口からスタート。過去のロケで訪れた時から駅前開発が進み変貌を遂げた様子に驚きつつ番組中盤にめぐみ町に到達する。なおロケ当日朝にシオタニに目の疾患が発症した関係でこの回ではメガネを掛けた姿でロケを敢行した。 |
| #460（4）  | 五文字            | 田淵旧日竹                   | 千葉県市原市     | |
| #461（5）  | 六文字            | 源左衛門新田                 | 埼玉県川口市     | |
| #462（6）  | 七文字            | 新田権右衛門町               | 群馬県太田市     | |
| #463（7）  | 八文字            | フィオーレ喜連川             | 栃木県さくら市   | 番組史上初の大晦日（2018年）のレギュラー放送回。なお普段は同日にネット放送されている群馬テレビととちぎテレビではこの日は放送されていない。 |
| #464（8）  | 九文字            | ふるさとの浜辺公園           | 東京都大田区     | ”ふるさとの浜辺公園 ”は公園一部が属する住所表記名であり公園の正式名称は”大森ふるさとの浜辺公園”である。番組内でもその看板が紹介された |
| #465（9）  | 十文字            | 末吉地区センター入口         | 神奈川県横浜市   | 鶴見区にある”末吉地区センター入口”交差点付近からスタート。末吉、駒岡、獅子ヶ谷地区などを三ツ池公園や二ツ池を眺めつつ散策し後半は獅子ヶ谷市民の森を散策。最後は環状2号線沿いの南谷戸バス停前で締めた |
| #466（10） | 十三文字（その1） | 上小堀木内虫幡入会地字大平   | 千葉県香取市     | （11文字地名が近隣で見つからず）12文字地名の旅としてスタートしたものの旅の途中で”字”も含めた13文字が正式であると判明し、ジングル画も含め13文字地名の旅に差し替えて再スタートした（番組表の表記は12文字地名のまま） |
| #467（11） | 十三文字（その2） | 長者ヶ浜潮騒はまなす公園前   | 茨城県鹿嶋市     | 鹿島臨海鉄道に属するお題の駅前からスタート。旅の途中で鹿嶋市役所大野出張所入口（十二文字：交差点名）と鹿島サッカースタジアム（十一文字）駅も訪れた |
| #468（12） | 十四文字          | 飛島新田字竹之郷ヨタレ南ノ割 | 愛知県飛島村     | 2015年の住居表示実施により、周囲の「竹之郷1〜8丁目」に編入され消滅したため、放送日(2019年2月)現在、この地名は現存していない。本編では近隣の蟹江町や弥富市に点在する金魚の養殖場付近を散策。三重県との県境をまたぐ木曽川に架かる橋の上でシリーズファイナルを迎え新シリーズが発表された。また本編後半の冒頭に前年12月に行われキン・シオタニがＭＣ等を務めた”伊勢原比々多カルチャーまつり”の様子が一部紹介された |

#### 元号の地名の旅
「○文字地名の旅」企画終了翌週の2019年2月11日（#459）から放送開始され2019年8月19日（#486）まで放送された旅。今回はお題が元号（を含む）である地名や施設名付近を散策する企画。平成から令和へと元号をまたぐ時期にわたって放送された
| #469（1）  | 平安時代中期 （1024-1028） | 万寿 （まんぜ）                           | まんじゅ   | 愛知県新城市門谷                                   | |
| #470（2）  | 飛鳥時代 （701-704）       | 大宝 （たいほう）                         | たいほう   | 埼玉県秩父郡東秩父村大内沢                         | イーグルバス、大宝バス停付近よりスタート |
| #471（3）  | 平安時代中期 （1204-1206） | 元久保町 （もとくぼちょう）               | げんきゅう | 神奈川県横浜市西区                                 | |
| #472（4）  | 平安時代 （976-978）       | 貞元 （さだもと）                         | じょうげん | 千葉県君津市貞元                                   | 貞元の中心部を起点に貞元（ていげん）親王の墓地や 内房線君津駅前、君津台住宅街、青掘駅前等を散策し 終盤には近隣に点在する古墳群を訪れた |
| #473（5）  | 鎌倉時代 （1207-1111）     | 承元寺町 （しょうげんじちょう）           | じょうげん | 静岡県静岡市清水区                                 | |
| #474（6）  | 平安時代 （1145-1151）     | 久安橋 （きゅうあんばし）                 | きゅうあん | 東京都中央区八丁堀                                 | |
| #475（7）  | 平安時代 （1113-1117）     | 永久保 （ながくぼ）                       | えいきゅう | 埼玉県入間郡三芳町                                 | 西武バス永久保バス停前からスタート |
| #476（8）  | 江戸時代中期 （1704-1711） | 宝永山 （ほうえいざん）                   | ほうえい   | 静岡県御殿場市                                     | ロケ日は冬季で宝永山にはアクセス不可だったため周辺の富士五湖等を散策しつつ中盤に富士山麓の宝永山を望んだ |
| #477（9）  | 室町時代後期 （1467-1469） | 応仁町 （おうじんちょう）                 | おうにん   | 愛知県名古屋市中川区                               | 名古屋市営バス応仁町バス停前からスタート。近隣の名古屋球場周辺や喫茶店、アーケード商店街などを散策 |
| #478（10） | 江戸時代後期 （1781-1789） | 天明町 （てんみょうちょう）               | てんめい   | 栃木県佐野市                                       | |
| #479（11） | 大正時代 （1912-1926）     | 大正橋 （たいしょうばし）                 | たいしょう | 東京都新宿区                                       | 妙正寺川に架かる大正橋前からスタート |
| #480（12） | 昭和時代 （1926-1989）     | 昭和村 （しょうわむら）                   | しょうわ   | 群馬県利根郡昭和村                                 | 初回放送日は偶然にも昭和の日（昭和天皇の生誕日）であり平成時代最後の放送日でもあった |
| #481（13） | 明治時代 （1868-1912）     | 明治通り （めいじどおり）                 | めいじ     | 東京都港区～渋谷区～新宿区                         | 港区南麻布二丁目の起点（古川橋）付近からスタートし沿線の白金、広尾、恵比寿、渋谷、新宿、原宿等を散策した |
| #482（14） | 明治時代 （1868-1912）     | 明治通り （めいじどおり）                 | めいじ     | 東京都豊島区～北区、荒川区、台東区、墨田区～江東区 | 豊島区の池袋駅東口付近から再開し王子、三ノ輪、飛鳥山等を散策したのち終点のある夢の島でエンディングを迎えた |
| #483（15） | 江戸時代中期 （1711-1716） | 正徳寺 （しょうとくじ）                   | しょうとく | 山梨県山梨市                                       | 町中からスタートしぶどう農家を訪問したり高台から甲府盆地に広がる扇状地や富士山を望む。 後半では春日居町駅前（笛吹市）で足湯につかったり、名物ほうとうを食した後に笛吹川河岸の合流地点や 前半眺めた扇状地域に赴き人里離れた山中でエンディングを迎えた。なお寺院としての正徳寺は 聖徳寺と名前を変えて県内に現存するが、他府県であれば”正徳寺”表記の寺院は現存する。 |
| #484（16） | 江戸時代初期 （1645-1648） | 正保公園 （しょうほこうえん）             | しょうほう | 東京都杉並区                                       | |
| #485（17） | 江戸時代後期 （1861-1864） | 文久橋 （ぶんきゅうばし）                 | ぶんきゅう | 神奈川県足柄上郡松田町                             | |
| #486（18） | 飛鳥時代 （708-715）       | 和銅黒谷駅 （わどうくろやえき）           | わどう     | 埼玉県秩父市                                       | 秩父鉄道の和銅黒谷駅前からスタート |
| #487（19） | 江戸時代初期 （1615-24）   | 玖須美元和田 （くすみもとわだ）           | げんな     | 静岡県伊東市                                       | |
| #488（20） | 江戸時代後期 （1804-18）   | 文化橋町 （ぶんかばしちょう）             | ぶんか     | 栃木県鹿沼市                                       | 関東バス文化橋町バス停前からスタート |
| #489（21） | 江戸時代中期 （1789-1801） | 寛政町 （かんせいちょう）                 | かんせい   | 神奈川県横浜市鶴見区                               | 番組前半途中より大場英治が参加。なおシオタニは大場がＭＣを務める同局の番組”関内デビル”において放送週のウィークリーゲストであった。 |
| #490（22） | 奈良時代 （717-724）       | 養老 （ようろう）                         | ようろう   | 千葉県市原市                                       | 養老にある高滝ダム近辺からスタート。小湊鉄道沿線を北上しながら五井駅をめざしつつ近隣を散策した。 |
| #491（23） | 江戸時代中期 （1764-1772） | 明和橋 （めいわばし）                     | めいわ     | 東京都江戸川区                                     | 新中川に架かる明和橋前からスタート |
| #492（24） | 奈良時代 （729-749）       | 天平の丘公園 （てんぴょうのおかこうえん） | てんぴょう | 栃木県下野市                                       | |
| #493（25） | 平安時代前期 （938-947）   | 天慶橋 （てんけいはし）                   | てんぎょう | 東京都世田谷区                                     | |
| #494（26） | 南北朝時代 （1381-1384）   | 永徳屋橋 （えいとくやばし）               | えいとく   | 埼玉県深谷市                                       | 深谷にゆかりのある煉瓦の構築物や渋沢栄一の像などを見つつ市内を散策した |
| #495（27） | 平安時代初期 （824-834）   | 天長門 （てんちょうもん）                 | てんちょう | 神奈川県横浜市中区                                 | 横浜中華街の天長門前からスタートし中華街に合計10ある牌楼（門）を全て見るなどして元町商店街でエンディングを迎えた |
| #496（28） | 平成時代 （1989-2019）     | 平成橋 （へいせいばし）                   | へいせい   | 岩手県花巻市                                       | 岩手県花巻市内豊沢川に架かる平成橋からスタート。知人が営なむカフェを訪ね地元の子供達と交流するなどした後、熊野神社、花巻駅前、宮沢賢治の生家前等を訪問。 最後は北上川西岸のイギリス海岸でシリーズエンディングを迎え新シリーズもそこで発表された |

#### 感情を表す言葉の地名の旅
「元号の地名の旅」企画終了翌週の2019年8月26日（#487）から2020年1月13日（＃517）まで放送された旅。今回はお題が感情を表す言葉や文字を含む地名や施設名付近を散策する企画
| #497（1）  | 大慈寺町 (だいじじちょう)     | 慈しみ                 | 岩手県盛岡市           | 前シリーズの最終ロケ地岩手県花巻市に隣接する盛岡市内の大慈寺町からスタート。市内を散策しつつ後半に盛岡三大麺のじゃじゃ麺、冷麺、わんこそばを食す。最後にわんこそばを食べたためかなり満腹になってしまい、エンディングの決まり文句を言えなくなるというオチが付いた。                                                           |
| #498（2）  | 安中市 (あんなかし)           | 安らぎ                 | 群馬県安中市           | 安中市役所前からスタート。老舗醤油店有田屋の煉瓦煙突や安中原市杉並木を見学した後、終盤に新島襄旧宅を訪問し新島の足跡について知識を得る。その後安中駅前から板鼻宿を訪れ古民家カフェにてエンディング。 |
| #499（3）  | 幸町 (さいわいちょう)         | 幸せ                   | 神奈川県川崎市幸区     | JR川崎駅西口に近い幸区幸町が起点。多摩川沿いの遊歩道や南幸町、大宮町、市電通りを経て都町交差点（歩道橋の上）等を訪問。その後幸区の名前に関連する御幸公園と国道1号多摩川大橋の県都境を訪れた後JR新川崎駅前に移動し近隣の鹿島田商店街の中華料理店で食事した後鹿島田商店街の終点付近（府中街道の手前）でエンディング            |
| #500（4）  | 後楽園 (こうらくえん)         | 楽しみ                 | 東京都文京区           | 後楽橋付近からスタートし外堀通り沿いの市兵衛河岸（水際の物置き場）記念碑や水道橋付近の神田上水懸樋（江戸時代の上水道施設）跡などを訪問。後半は江戸城の外堀を再利用した小石川後楽園の石積（塀）を眺めその後飯田橋駅に移動。タイ料理店で食事をして法大キャンパスなどを眺めつつ市ヶ谷駅まで移動し市ヶ谷水道橋前でエンディング。 |
| #501（5）  | 美好町 (みよしちょう)         | 好き                   | 東京都府中市           | 府中市美好町三丁目からスタート。分倍河原駅前の商店街や駅南口ロータリーの新田義貞像を見た後鎌倉街道経由で分倍河原古戦場碑を訪問。その後京王中河原駅前周辺を散策し多摩川河川敷沿いの遊歩道でエンディング。 |
| #502（6）  | 押切 (おしきり)               | 切ない                 | 埼玉県熊谷市           | 押切から荒川河川敷などを散策。ほたるが生息する用水路を訪ね、ほたる坂通りを経て秩父鉄道大麻生駅、ひろせ野鳥の森駅、（森を散策）、石原駅、上熊谷駅の駅前を散策。星川通りの用水を眺めつつJR熊谷駅前に移動しエンディング。 |
| #503（7）  | 佐野見晴台 (さのみはらしだい) | 晴れやか               | 静岡県三島市           | 富士山を望む住宅街からスタート。近隣の裾野市内に移動し地元商店にて小学生と交流するなどした後に三島駅前に向かい駅近くの愛染院跡溶岩塚や白滝公園のせせらぎを愉しみつつエンディング。 |
| #504（8）  | 清瀬町 (きよせちょう)         | 清らか                 | 群馬県桐生市           | 清瀬町を起点に渡良瀬川河川敷や桐生大橋を散策した後市内中心部に戻り日本織物株式会社跡地を訪れる。レストランでランチを食べ新川公園前等を経て訪れた喫茶店で古の桐生市内に関する書物（絵画）を眺めたり店主から話を聞く。 |
| #505（9）  | 高根沢町 (たかねざわまち)     | 高ぶる                 | 栃木県塩谷郡高根沢町   | 高根沢町を起点に宝積寺駅から烏山駅までJR烏山線の各駅前を訪ねつつ沿線を散策した。 |
| #506（10） | 恋ヶ窪駅 (こいがくぼ)         | 恋しい                 | 東京都国分寺市         | 西武国分寺線恋ヶ窪駅前を起点に国分寺駅方面に向け恋ヶ窪村分水やその記念碑など武蔵野の面影の残る沿線の住宅街を散策。姿見の池や野川の水源（日立中央研究所内）前を経て国分寺駅前や付近の喫茶店を訪れた後、国分寺崖線を思わせる住宅街の急坂でエンディング。                                                                       |
| #507（11） | 苦林 (にがばやし)             | 苦い/苦しい            | 埼玉県入間郡毛呂山町   | 苦林バス停（川越観光自動車）を起点に越辺川望むのどかな地域を散策し苦林古墳や古戦場跡などを訪問。終盤にかつて1、2、3の旅の第一回で訪れた一本松（交差点・駅前）を再訪し同じく当時訪れたうどん店で昔話などに花を咲かせた。 |
| #508（12） | 白山 (はくさん)               | 白ける                 | 神奈川県横浜市緑区     | 緑区白山1丁目を起点に鶴見川やJR横浜線沿線等を鴨居駅周辺まで散策。後半は町田方面に向い重富プロデューサーの出身高校最寄駅である中山駅周辺では往時の記憶も辿りつつ散策し、十日市場駅前を経て長津田駅前でエンディング。 |
| #509（13） | 古怒田 (こぬた)               | 怒り                   | 神奈川県足柄上郡中井町 | 菅原神社傍の古怒田道祖神前を起点に小高いのどかな農村地帯を散策。中井町の市街地に降りた後は蓑笠神社前などを経た後に明治時代から昭和初期まで秦野-二宮間を運行した軽便鉄道の上井ノ口駅跡の碑を訪れ当時に思いを馳せる。 |
| #510（14） | 落合 (おちあい)               | 落ちつく               | 東京都新宿区           | 東京メトロ落合駅前を起点に住宅街の狭い路地や坂道を中心に散策。西武新宿線や妙正寺川等を眺めつつ新宿区内で落合と付く中落合、上落合、下落合、西落合の全ての住所を訪れた。 |
| #511（15） | 恩田町 (おんだちょう)         | 恩（おん、いつくしみ） | 神奈川県横浜市青葉区   | 青葉区恩田町を起点に田畑も見られる自然豊かな地域（谷戸）を中心に散策した。 |
| #512（16） | 熱海 (あたみ)                 | 熱い                   | 静岡県熱海市           | JR熱海駅前を起点にアーケード街等の商店街や海岸線（砂浜）を散策。終盤には高台にある熱海城前に登り散策した市内を見下ろした。 |
| #513（17） | 忍野村 (おしの)               | 忍ぶ（しのぶ）         | 山梨県南都留郡忍野村   | 富士山を望む富士見橋近辺や忍野八海の各池を訪れ湧水や池の魚などを眺めつつ散策した |
| #514（18） | 須和田 (すわだ)               | 和む（なごむ）         | 千葉県市川市           | 歴史も感じさせる住宅街を散策、高台から市の中心地を望む。後半は下総国分寺跡、江戸川河川敷やJR市川駅前周辺を散策し京成市川真間駅前でエンディング。 |
| #515（19） | 無窮坂上 (むきゅうさかうえ)   | 窮する                 | 東京都町田市           | 玉川学園前駅近くの無窮坂上バス停（玉川学園コミュニティバス）を起点に丘陵地帯にある住宅街を散策。後半には成瀬駅近くの成瀬ギョーザの店と南町田グランベリーパークを訪れた。エンドロール後には11月に行われた町田を語るトークショーの様子が一部紹介された。                                                                       |
| #516（20） | 慶賀野 (けがの)               | 慶ぶ（よろこぶ）       | 和歌山県橋本市         | 慶賀野橋の上から市内を見渡したり南海電気鉄道の各駅を基点に散策。後半では橋本駅に近い古佐田地区等の古い街並みを散策したり旧高野街道の東家渡場大常夜灯篭や紀の川に架かる橋本橋などを訪れる。 |
| #517（21） | 豊田町 （とよだちょう）       | 豊か                   | 奈良県天理市           | 前話に続く番組初訪問県でシリーズファイナルを迎える。前半は市内の郊外や駅前、商店街等を散策。後半はロケ車のパンクトラブルの際に訪問したガソリンスタンドでの様子を紹介した後に奈良駅前へ移動し市内のお好み焼き店にて旅を振り返りエンディングで新シリーズが発表された。                                                         |

#### 植物の地名の旅
「感情を表す言葉の地名の旅」企画終了翌週の2020年1月20日（#518）から12月28日（#567）まで放送された旅。
今回はお題が植物を表す文字を含む地名や施設名付近を散策する企画
2020年春、新型コロナウィルスの感染防止策として国や都道府県から外出自粛要請が発令された関係で番組ロケが中止となり番組ストックが枯渇したため2020年5月18日（#535）から6月22日（#540）までの6週間放送が休止された。
| #518（1） | 梅屋町           | 梅               | 京都府京都市           | 鴨川（賀茂川）や高野川沿線を中心に市内を散策、応仁の乱勃発地や吉田初三郎の絵図などを見学。後半は叡山電鉄沿線を散策しつつ紅葉で賑わう八瀬比叡山口に辿り着く。 |
| #519（2） | 荻原（おぎわら） | 荻               | 群馬県みどり市         | のどかな山間地の集落をお題の荻や紅葉などを眺めつつ散策。後半はわたらせ渓谷鉄道の各駅や草木ダム（湖）などを訪れ終盤には足尾銅山を見学した。 |
| #520（3） | 松が枝町         | 松               | 神奈川県相模原市南区   | 小田急相模原駅前を起点に周辺の住宅街を散策。人気のたこ焼き店を訪れたり、道中ビートルズファンの青年と出会い交流も。終盤に住宅街に残る雑木林を見ながら古の相模原に思いを馳せる。 |
| #521（4） | 桜新町           | 桜               | 東京都世田谷区         | 東急桜新町駅前を起点にサザエさん関連のモニュメントなどを見学しつつ付近を散策。駒沢給水塔の案内看板を発見した後は出会った住民から街の発展の歴史などを聞きつつ給水塔（駒沢給水所）前まで歩き給水塔や地域治水の歴史について知識を得る。 |
| #522（5） | 菖蒲             | 菖蒲             | 埼玉県久喜市           | 菖蒲町内の幹線道路端からスタートし付近の住宅街などを散策。地元の小学生や商店主と交流した後に菖蒲城趾あやめ園を訪れたり地元で人気のカレーうどんを頂く。 |
| #523（6） | （旧）杉原町     | 杉               | 栃木県宇都宮市         | ロケ当日の天候不良による予定変更でお題未定のまま宇野宮駅前のオリオン通りなどを散策。ユニオン通りのカレー店で食事をした後、奥州街道沿いに旧杉原町（現在の塙田2丁目・馬場通り1～2丁目・本町に該当）の案内板を発見しそれをお題とした。 |
| #524（7） | 柿の木坂         | 柿               | 東京都目黒区           | 東急東横線都立大学駅近くの目黒通り沿い歩道よりスタートし駅周辺や住宅街などを散策。後半には東京都立大(現首都大学東京)の門跡（案内板）を訪れた後目黒通り沿いに戻り柿の木坂陸橋を経て柿の木坂の案内板を発見、「柿の木坂」の名の由来について知る。 |
| #525（8） | 漆山             | 漆               | 神奈川県横須賀市       | 漆山漁港にある漆山バス停（京浜急行バス）よりスタート。漁港周辺から高台の農村地に登り湘南の海や江の島を望む。後半には荒崎海岸に移動し露出した古代地層が見られる海岸（岩場）を歩き堪能する。 |
| #526（9） | 稲里町           | 稲               | 長野県長野市           | 稲里町中央からJR川中島駅前などを経て川中島古戦場史跡公園を訪れる。その後JR長野駅前に移動し徒歩で善行寺を目指す。 |
| #527（10） | 楡木             | 楡               | 埼玉県日高市           | 楡木バス停前から傍を流れる小川沿いに散策を始める。道中に見つけたカフェの人に話を聞き巾着田を見下ろせる日和田山に登る事になりその道中にお題の楡の木を見つける。険しい岩場を登った日和田山山頂では登山客や眼下の鉄道を撮影する青年らと交流した。 |
| #528（11） | 撫子原           | 撫子             | 神奈川県平塚市         | 下花水橋バス停前からスタート。花水川（金目川）の河口付近から砂浜に入り平塚砂丘を眺める。国道沿いの大磯町との境界を確認後、平塚西海岸マリンロード商店街に入り蕎麦屋で食事をしたり店主が視聴者のカフェで地元客らと交流する。 |
| #529（12） | 椚田町           | 椚               | 東京都八王子市         | 椚田遺跡（公園）や湯殿川脇を散策。後半はめじろ台駅前から向かっためじろ橋上から西の山々を眺めると高尾山の位置が気になってしまい住民など数名に尋ねる。 |
| #530（13） | 桂町             | 桂               | 山梨県都留市           | 川や用水路を眺めつつ町内を散策。水力発電施設の一部や富士急行線の各駅前や太郎・次郎滝などを訪問した。 |
| #531（14） | あざみ野         | あざみ           | 神奈川県横浜市青葉区   | あざみ野駅周辺を散策しつつ高台や跨線橋の上から周辺の街並み眺める。後半散策中にキン・シオタニのイラストが飾られた鍼灸マッサージ店前で声を掛けられ店内で施術も受ける。 |
| #532（15） | 麦田町           | 麦               | 神奈川県横浜市中区     | 元町に近い麦田町交差点付近からスタート。丘陵地にある住宅街を散策しつつかつて銭湯物語で取材した銭湯前やキリンビール工場の記念碑（キリン園公園）などを見学。JR山手駅前を経て商店街を歩きながら元町商店街、石川町駅前に至る。 |
| #533（16） | 椎名町           | 椎               | 東京都豊島区           | 西武線椎名町駅前を起点に大物漫画家達が下積み時代を過ごしたトキワ荘跡地など漫画家ゆかりの地を中心に付近を散策した。 |
| #534（17） | 榎町             | 榎               | 東京都新宿区           | 夏目漱石ゆかりのスポットなどを訪れつつ近隣住宅街の狭い路地を中心に散策。神楽坂通りを経て神楽坂に入り明治時代から続く写真館前やカルチャー教室で神楽坂付近の戦時中や街の成り立ちについて話を聞く。 |
| #535から#540の6週間は新型コロナウィルス感染防止対策により2020年3月末-5月の間番組ロケが中止された影響で放送を一時休止。休止中の放送内容は植物の地名の旅、 休止中の放送内容を参照 |                  |                  |                        | |
| #541（18） | 長竹             | 竹               | 神奈川県相模原市緑区   | 相模原市西部の自然豊かな集落からスタート。白い蛾（キアシドクガ）の群れや高台からの眺めを堪能しつつ津久井湖城山公園内等を散策。首都圏の緊急事態宣言解除後初のロケとなり時折フェイスシールドを使用しながらのロケとなった。また重富プロデューサーがカメラを持たず顔出しで散策に同行した。（撮影は田中ディレクターと他1名が担当した）                                                                                             |
| #542（19） | 栢山             | 栢               | 神奈川県小田原市       | 小田急小田原線栢山駅前を起点に二宮尊徳（金次郎）ゆかりのスポットを中心に散策。町内に張り巡らされた用水路の様子や酒匂川の報徳橋の横に架かる水菅橋などを紹介した。 |
| #543（20） | 百合が丘         | 百合             | 神奈川県中郡二宮町     | 百合が丘坂上交差点を起点に高台にある住宅街を散策。後半は丘を下り川勾神社や東海道の一里塚跡・松屋本陣跡などを訪問した後、中村川の河口付近から海岸に降り立つ。 |
| #544（21） | 芦名             | 芦               | 神奈川県横須賀市       | 大岡山入口交差点から大楠山山頂を目指し散策を開始。山頂では弁当類を空から狙うトンビを避けつつ登山客と交流した後、麓付近にあるカフェで休憩。その後佐島漁港を散策し浜に降り立つ。 |
| #545（22） | 桃の木橋         | 桃               | 群馬県前橋市           | （利根川を分流する農業用水路である）桃ノ木川、広瀬川や橋などを眺めつつ散策し利根川の河川敷傍に到達。後半はJR群馬総社駅を起点に再び水量の豊かな用水路脇やその合流点などを経て町内で名物のソースカツ丼を頂く。その後資料館で入手した総社の資料を携え古墳（戦国時代地域を治めた秋元氏の歴代墓地）のある高台から市内を見下ろし最後に総社神社を訪問した。                                                                          |
| #546（23） | 菅生             | 菅               | 東京都あきる野市       | あきる野市郊外の自然豊かな集落を散策。いったん正勝神社（東海大菅生高の手前）まで登った後市街地に戻り秋川駅前や伊奈バス停等を経て横沢入地区（東京都里山保全地区）に入る。伊奈石の採掘場跡を目指し富田の入の草生い茂る山道を進みやがて石山の池付近で矢穴の残る石を発見する。 |
| #547（24） | 蕨               | 蕨               | 埼玉県蕨市             | 日本全国で最も面積の狭い市である蕨市を一周すべく隣接するさいたま市や川口市、戸田市等との境界線付近を中心に散策。新幹線電車（製造）発祥の地記念碑（現在の芝園団地）やJR蕨駅前等を経て最後にはスタート地点に戻った。 *蕨(市)は以前一文字地名の旅でも起点となっており同じ起点名（お題）が再度採用される事は「栃木」、「小豆沢」に続き今回が3度目である。                                                                         |
| #548（25） | 梶ヶ谷           | 梶               | 神奈川県川崎市高津区   | 東急田園都市線梶が谷駅前を起点に、ねもじり坂を始めアップダウンの多い駅周辺地域を大山街道（大山参り）関連のスポットを時折訪ねつつ散策した |
| #549（26） | 蒲田             | 蒲               | 東京都大田区           | JR蒲田駅西口を起点に駅周辺の商業地域を中心に散策。東急池上線や東急多摩川線の車両や線路などを眺めたりアーケード街の店で羽根つき餃子を食べた後京急蒲田駅方面にも向かう。 |
| #550（27） | 柳町             | 柳               | 神奈川県秦野市         | 小田急線渋沢駅前を起点に駅前の南北両側を散策した後に國榮稲荷神社、商店などを訪問。神社前の道標をきっかけに大山街道を認識する。落花生店で秦野の落花生の話を聞き、一旦駅前に戻りカレーを食べた後に落花生畑を見るべく千村、大倉地区を目指す。 |
| #551（28） | 茱萸沢           | 茱萸             | 静岡県御殿場市         | ぐみ沢交差点を起点に水量の豊富な用水路などを眺めつつ国道246号線周辺などを散策。後半にJR御殿場駅前に辿り着き富士山口では富士山をテーマにしたアートやSLの展示を眺め、反対側の箱根乙女口では旧交のある写真家池谷俊一氏の経営するカフェを訪れ話を聞く。 |
| #552（29） | 萩生             | 萩               | 千葉県富津市           | 萩生バス停前より東京湾に面した特徴的な岩場や台風で崩壊した漁港跡を散策しつつ対岸遠方に横浜方面や城ケ島などを望む。後半はヒカリモ生息地や竹岡駅前を経て地元で水揚げされた太刀魚のカツカレーを食べた後、旧城山隧道（燈籠坂大師切通しトンネル）を経て竹岡港に辿り着く。 |
| #553（30） | つきみ野         | 月見（つきみ）草 | 神奈川県大和市         | つきみ野駅前付近の案内板で知った「さくらの散歩道」を目指す。住宅街を散策しながら徐々に畑や雑木林が残るエリアを経てさくらの散歩道に入り住民から森のような状態から住宅街へと発展してきたという開発の歴史を聞く。仕切弁（過去の水道施設）の展示や水道道の案内板を読んだり相模原市と大和市の境界線を認識した後、中央林間駅前に到達する。                                                                                          |
| #554（31） | 鵠沼橘           | 橘               | 神奈川県藤沢市         | 江ノ電石上駅前よりお題に含まれる"沼"を探して沿線を散策。道中出会ったタクシー運転手から方角を教わり蓮に覆われた池を発見し、かつて地名の由来となった七つの沼が地域に存在した事を案内板から知る。カフェでの食事の後に境川沿いでも池沼を発見し、その後鵠沼海岸に辿り着く。 |
| #555（32） | つつじが丘       | 躑躅（つつじ）   | 東京都昭島市           | 昭島市つつじが丘2丁目を起点にクジラにちなんだ照明や案内板、ゼロ系新幹線の図書館（閉館済）などを見つつ散策。JR青梅線昭島駅前や中神駅前などを経て多摩川河川敷あるくじら運動公園に入りアキシマクジラや八高線衝突事故の案内板を読んだ後にクジラ化石の出土地点付近に至る。 |
| #556（33） | 笹下             | 笹               | 神奈川県横浜市港南区   | 笹下四丁目の住宅街を起点に大岡川（上流は笹下川と呼ばれる）沿い中心に散策。付近を眺望すべく登った丘の上で笹下城跡地の案内板を、川沿いに戻った後に大岡川の分水路を見学。後半はたこ焼き店での軽食後に北条実時にまつわる鰻の井戸を見学。さらに日野川と大岡川の分流点などを経て京急上大岡駅前に至る。 |
| #557（34） | 牡丹             | 牡丹             | 東京都江東区           | 牡丹二丁目交差点よりキン・シオタニの希望で近隣の木場・新木場を目指すも道標の石場の文字が気になり古市場川親水公園に向い石場（江戸時代の石置場）が付近に存在した事を知る。石場の広場や牡丹園を経て後半東京メトロ木場駅前へ。ベンチ等に木材を多く使った水場の公園や江戸時代以降の東京湾埋め立ての歴史を案内板で見た後、木場公園前を経て新木場駅周辺に至る。                                                                      |
| #558（35） | 菱沼             | 菱               | 神奈川県茅ヶ崎市       | 最初に菱沼海岸に立ち寄った後、菱沼二丁目の住宅街を散策。八王子神社などを訪問。国道一号線に戻った後は松並木などを見つつ西方面に平塚市との境界を越える馬入橋まで国道沿いを散策。牡丹餅立場（茶屋）や一里塚、南湖の左富士の案内板を見たり旧相模川橋脚（国の史跡）などを訪問した。 |
| #559（36） | 榛名町           | 榛（はしばみ）   | 群馬県沼田市           | 河岸段丘の上に成り立つ街並みや田んぼなどを眺めつつ榛名神社を参拝。沼田駅付近で地域に多いリンゴ農園などを見た後に丘の上に登り眼下に市内を眺める。遊覧坂や沼田小前を経て沼田城址（公園）に至る。 |
| #560（37） | 井草             | イグサ           | 東京都杉並区           | 井草八幡宮前を起点に地域にまつわる源頼朝の伝説や井草遺跡について案内板で読みつつ今は暗渠（遊歩道）となった井草川の流れを訪ねて切通し公園内など近隣を散策。終盤にキン・シオタニ生誕時に両親の住居が存在した地点を訪ねる。 |
| #561（38） | 菊名             | 菊               | 神奈川県三浦市         | 菊名バス停前から対岸の千葉を望む砂浜に立ち寄った後に付近の住宅街を散策。後半山の上に登り菊名の地名の由来となった菊名左衛門重氏の碑と案内板を発見。山を下りて京急三浦海岸駅前に至る。 |
| #562（39） | 柏町             | 柏               | 神奈川県横浜市旭区     | アップダウンの多い住宅街を新幹線や相鉄の電車を眺めつつ散策。後半は南万騎が原駅前からこども自然公園に入り武相堺道の案内板を読み丘の上に登る。駅前付近に戻った後は中華料理店での食事後に写真館で昭和29年の周辺の写真を見たり昔の地域の話を聞き畠山重忠の碑を目指す。 |
| #563（40） | けや木           | 欅（けやき）     | 埼玉県本庄市           | けやき3丁目から女堀川まで歩いた後JR本庄駅に向い北口に向い三交通りなどの古い商店街を散策。その後旧中山道沿いの金融機関の多いエリアや旧本庄商業銀行煉瓦倉庫を見て利根川に架かる坂東橋に至る。 |
| #564（41） | 藤沢             | 藤               | 神奈川県足柄上郡中井町 | 藤沢バス停（神奈川中央交通）から散策中に藤沢川の名前を住民から教わった事をきっかけに震生湖を目指す。若干道に迷いつつも震生湖に辿り着いた後は震生湖を一周。その後秦野駅方面に向い水無川を眺めたり北口付近の商業地域を散策する。 |
| #565（42） | 荏田             | 荏胡麻           | 神奈川県横浜市青葉区   | 国道246号線の荏田交差点より旧大山街道を訪ねて散策、道中僅かに残る宿場町の名残を発見し往時を偲ぶ。終盤お伊勢橋（歩道橋）を経て東急江田駅前付近に至る。 |
| #566（43） | 椿               | 椿               | 千葉県木更津市         | 椿バス停（日東交通）前から晴天の下、JR久留里線の線路・橋脚や車両などを眺めつつのどかな農村地帯を散策。椿橋を経て地元住民から白山神社と椿にまつわる伝承や”椿知らず”の話を聞き終盤に袖ケ浦市との境界付近まで至る。*蕨同様に今回の椿も過去に一文字地名の旅でも起点となっていた。 |
| #567（44） | 枇杷島台         | 枇杷             | 三重県桑名市           | 枇杷島台の属する深谷地区の集落から散策をスタート。住民との会話をきっかけに木曽三川（揖斐川・長良川・木曽川）に架かる橋を1つずつ渡る事とする。途中岐阜県や愛知県内にも立ち寄りつつ輪中の郷の資料館を訪問。最後に訪れた木曽川の立田大橋の上でシリーズファイナルを迎えた。なお12月の年内最後の放送でシリーズファイナルを迎える事は初めてであったが、近年のシリーズファイナルで恒例だった放送内での新シリーズ名の発表は無かった。 |

#### 植物の地名の旅、 休止中の放送内容
休止期間中は6週にわたり番組10周年記念イベントの模様と再編集放送（セレクション）が放送された

#### 読めそうで読めない地名の旅
「植物の地名の旅」企画終了翌週の2021年1月4日（#568）から2022年3月28日（#632)まで放送された旅。今回のお題は読めそうで読めない、いわゆる難読の地名や施設名付近を散策する企画。最後にして番組史上最も長く続いたシリーズである（全61回）。
　2021年1月初旬、1都3県に緊急事態宣言が再発令された関係で番組ロケが中止となり、3月8日（#576）から29日（#579）までの4週間は放送済の同企画の番組をキン・シオタニがTVKのスタジオで振り返りつつ番組内のBGMを紹介する等のコメンタリーを加えた形で再放送した。
| #568（1）  | 太秦帷子ヶ辻町 | うずまさかたびらのつじちょう | 京都府京都市右京区 | 京福電鉄帷子ノ辻駅付近にて新シリーズ名を発表し散策を開始。路面電車などを眺めつつ大映通りを経て太秦広隆寺付近できつねうどんを食べたり狭い路地の住宅街を散策。木島神社（通称蚕の社）を参拝後JR太秦駅前を経て再度帷子ノ辻駅前に戻る。 | | |
| #569（2）  | 車折神社 | くるまざきじんじゃ | 京都府京都市右京区 | 前回に引き続き晩秋の京都市内で京福電鉄沿線を散策。車折神社駅前から鹿王院駅前などを訪れつつ終点の嵐電嵐山駅に至る。道中車折神社を参拝したり駅前のパン屋を訪れ観光客などで賑わう嵐山駅前経て桂川に架かる渡月橋脇に至る。 | | |
| #570（3）  | 海山道 | みやまど | 三重県四日市市 | 海山道一丁目から散策をスタートし近鉄海山道駅前でお題の読み方を発表する。鳥居が印象的な海山道神社や港の臨海工業地帯付近を経てJR四日市駅前に向いその後新丁ひろばや純喫茶、思案橋を訪れる。再度港付近を歩いたのち四日市駅前に戻り四日市港の築港者である稲葉三右衛門の銅像前で締める。 | | |
| #571（4）  | 神戸町 | ごうどちょう | 神奈川県横浜市保土ケ谷区 | 相鉄天王町駅前を起点に坂道を中心に住宅街を散策。旧東海道関連の案内板などを読みつつビール坂、レンガ坂、かながわ坂を訪問、坂の上から周辺を見渡す。 | | |
| #572（5）  | 十二所 | じゅうにそ | 神奈川県鎌倉市 | 地域に流れる滑川や大刀洗川などを眺めつつ散策。終盤に鶴岡八幡宮前から若宮大路を由比ヶ浜方面に向かって歩き由比ヶ浜で滑川の河口を認識する。 | | |
| #573（6）  | 棒茅場 | ぼうしば | 東京都江戸川区 | 都営バス棒茅場バス停前を起点に中川、荒川、旧江戸川などの川を眺めながら河川の沿道や臨海地区の埋め立てなどによって開発されてきた地域の変遷を偲びつつ散策。終盤に浦安橋の上から23区内唯一の自然島である妙見島を眺め橋上の東京都と千葉県の境界線に立った後浦安駅近辺の猫実などを歩く。その後都内に戻り古川親水公園に至る。                                                                     | | |
| #574（7）  | 高麗 | こま | 神奈川県中郡大磯町 | 国道1号の高麗二丁目付近からスタートし高来神社を参拝後高麗山に登頂。その後化粧坂、化粧井戸前や鴨立庵前を経てJR大磯駅前に至る。 | | |
| #575（8）  | 呼塚 | よばつか | 千葉県柏市 | 国道16号と6号が交わる呼塚交差点を起点に散策。呼塚の由来を求めて歩くと大堀川沿いに呼塚河岸（江戸時代の船着場）と常夜灯（移設済）の案内板を発見。その後手賀沼に向かいススキの群生地等を眺め手賀大橋を経て我孫子駅南口に至る。 | | |
| #576（9）  | 戸田 | へだ | 静岡県沼津市 | 前半は戸田港近辺の飲食店街などを散策。後半は洋式帆船建造地の記念碑や魚港から富士山を眺めたり御浜岬に向い戸田灯台などを訪問。その後街中に戻り名物の高足カニを食べる。 | | |
| #577～#580 | 放送済の同シリーズの番組にキン・シオタニがスタジオ収録した回想コメンタリー等を付けた形で再放送した。 回想された旅（#回想の放送回）:太秦帷子ヶ辻町（#577）, 車折神社（#578）, 海山道（#579）, 神戸町（#580) | 放送済の同シリーズの番組にキン・シオタニがスタジオ収録した回想コメンタリー等を付けた形で再放送した。 回想された旅（#回想の放送回）:太秦帷子ヶ辻町（#577）, 車折神社（#578）, 海山道（#579）, 神戸町（#580) | 放送済の同シリーズの番組にキン・シオタニがスタジオ収録した回想コメンタリー等を付けた形で再放送した。 回想された旅（#回想の放送回）:太秦帷子ヶ辻町（#577）, 車折神社（#578）, 海山道（#579）, 神戸町（#580) | 放送済の同シリーズの番組にキン・シオタニがスタジオ収録した回想コメンタリー等を付けた形で再放送した。 回想された旅（#回想の放送回）:太秦帷子ヶ辻町（#577）, 車折神社（#578）, 海山道（#579）, 神戸町（#580) | 放送済の同シリーズの番組にキン・シオタニがスタジオ収録した回想コメンタリー等を付けた形で再放送した。 回想された旅（#回想の放送回）:太秦帷子ヶ辻町（#577）, 車折神社（#578）, 海山道（#579）, 神戸町（#580) | 放送済の同シリーズの番組にキン・シオタニがスタジオ収録した回想コメンタリー等を付けた形で再放送した。 回想された旅（#回想の放送回）:太秦帷子ヶ辻町（#577）, 車折神社（#578）, 海山道（#579）, 神戸町（#580) |
| #581（10） | 不入斗 | いりやまず | 神奈川県横須賀市 | 不入斗橋バス停付近より地名の由来などを語りつつ散策、不入斗歩道橋の上から街を見渡す。後半は暗渠となった宇東川を辿る遊歩道から住宅街に入る。高台に登り周辺を見渡した後に狭い路地を歩き地域に残る銭湯前などを経て再び歩道橋付近に戻りその後宇東川公園に至る。 | | |
| #582（11） | 公郷町 | くごうちょう | 神奈川県横須賀市 | JR衣笠駅に近い公郷町二丁目よりスタート。JRの線路下をくぐり小谷部地区の住宅街から坂を登り高台より周辺を見下ろす。一旦平地に降りた後井戸店交差点付近を経て山に登り衣笠城址に至る。 | | |
| #583（12） | 小動 | こゆるぎ | 神奈川県高座郡寒川町 | 小動神社を参拝後、野鳥や小川などを眺めつつ旧目久尻川ふるさと緑道を散策。後半は寒川神社を参拝後JR寒川駅前を経て昭和59年に廃線となった西寒川支線跡（一之宮緑道）を歩き緑道公園に残る線路や鉄道車輪のオブジェを見たり西寒川駅（相模海軍工廠）跡の記念碑を読み往時を偲ぶ。 | | |
| #584（13） | 当麻 | たいま | 神奈川県相模原市南区 | JR原当麻駅前を起点に段丘の中腹から周辺を見渡したり当麻東原（公園）古墳を訪問。後半は無量坂碑や当麻山無量光寺前を経て当麻の渡しの碑を見学。その後相模川に架かる昭和橋を渡り一旦厚木市内に入った後再び無量坂碑前を経て八景の棚からの絶景を眺め最後に三段の滝を紹介する。*当麻は「食べものにまつわる地名の旅」でも起点となっている。（その時のお題は”原当麻”だった）                          | | |
| #585（14） | 矢颪 | やおろし | 埼玉県飯能市 | 矢颪の読みは知らずに散策を開始し地元住民に尋ねて読み方を知る。入間川に架かる矢久橋そばで飯能の河岸段丘の案内板を読む。後半は飯能駅前のスイッチバックや飯能の産業の歴史を紹介した後、昭和の面影の残る飯能銀座商店街に入り飯能河原まで行って焼き上がりを待って店で鰻を頂く。 | | |
| #586（15） | 軍畑 | いくさばた | 東京都青梅市 | 軍畑踏切（駅前）を起点に玉石積みの多く見られる集落を地名の由来にまつわる三田氏関連の案内板などを読みつつ散策。軍畑大橋から川を眺め脇の軍畑の渡しの碑を読み河川敷に降り立つ。その後二俣尾駅前を経て海禅寺下に山小屋風の喫茶店を発見するが.. | | |
| #587（16） | 海士有木 | あまありき | 千葉県市原市 | 小湊鉄道海士有木駅を起点に周辺を散策。十三重石塔や海士山泰安寺の門前等を訪れる。道中、「海士」と「有木」それぞれの名前の付いた公民館を発見し二つの地名が別に存在した歴史を実感する。 | | |
| #588（17） | 御勅使 | みだい | 山梨県南アルプス市 | スタッフの推薦もあり御勅使バス停前を起点に信玄堤（戦国時代の堤防設備跡）を目指す。ほぼ水の枯れた御勅使川など眺める。一時韮崎市内にも立ち寄りつつ桝形堤防や将棋頭（戦国時代の川の水流を調整する設備）の案内板を読んだり地域の火の見櫓を眺めるも信玄堤には到達せず八幡神社に参拝後一旦終了した。                                                                                             | | |
| #589（18） | 野牛島 | やごしま | 山梨県南アルプス市 | 前回の起点からほど近い野牛島を起点に再び信玄堤を目指す。信玄橋を経て釜無川（富士川）と御勅使川の合流点近くに信玄堤の案内板を発見、竜王用水の案内板なども見て地域の治水の歴史などを知る。最後に聖牛（戦国時代からの川の勢いを弱める装置）の案内板と復元を見る。 | | |
| #590（19） | 倭町 | やまとちょう | 栃木県栃木市 | 過去に番組でも2度訪問した蔵の街栃木を散策。栃木の名の由良となった本殿の千木で知られる神明宮を訪問。後半には中心部を流れる巴波川沿いを歩きつつ水路による江戸との物流の歴史を紹介したり横山郷土館（かつての麻竿問屋と明治時代の銀行が並ぶ和洋折衷の建築）前を訪問する。 | | |
| #591（20） | 嘉右衛門町 | かうえもんちょう | 栃木県栃木市 | 巴波川周辺の伝統的建造物群保存地区を住民と交流しつつ散策。嘉右衛門町の名の由来にまつわる岡田記念館前や栃木病院、旧栃木県庁庁舎などの歴史的建造物を訪れた。 | | |
| #592（21） | 邑楽 | おうら | 群馬県邑楽郡大泉町 | 東武小泉線沿線の大泉町、邑楽町を散策。利根川河川敷に残る橋脚（第二次大戦中に計画されながら実現しなかった東武熊谷線未成線部の遺構）をはじめ西小泉駅前や城之内古墳、小泉（冨岡）城址、廃駅となった狸塚駅跡地などを訪れた。 | | |
| #593（22） | 乙舳町 | おっともちょう | 神奈川県横浜市金沢区 | 乙舳町を起点に金沢八景エリアの野島（かつては陸続きだった）を散策、伊藤博文別邸前を訪れたり野島山の展望台に登り東京・千葉方面などを見渡す。後半は夕照橋を渡り地域住民に教えられた金沢八景の八景それぞれを解説した案内板を読み広重の名画を通して周辺の往時を偲ぶ。 | | |
| #594（23） | 百草 | もぐさ | 東京都日野市 | 京王百草園駅前を起点に南側の丘陵地（七尾丘陵）を散策。百草園前や雨乞公園、松蓮寺（かつて百草園の敷地内に存在した寺院）坂を経て平地に降りる。その後落川地区から程久保川沿いの住宅街や浅川と多摩川の合流点近くの河川敷などを歩く。 | | |
| #595（24） | 百草 | もぐさ | 東京都日野市 | 前回と同じ起点からかつて市内の工場で製造された煉瓦の痕跡を訪ね甲州街道方面に向う。多摩都市モノレール万願寺駅近くの土方歳三生家跡（資料館）前や旧甲州街道の万願寺一里塚跡を経て甲州街道日野宿跡（日野図書館前）横で昭和初期の市内の写真を見る。日野第一中学校の外壁にモニュメントとして残された日野煉瓦を見た後に多摩川河川敷に降り立ちJR中央本線の橋脚に今も使われている煉瓦を発見する。   | | |
| #596（25） | 等々力 | とどろき | 神奈川県川崎市中原区～東京都世田谷区 | 川崎市中原区等々力の多摩川河川敷手前より対岸の東京に属するかつて同じ大字であった東京都世田谷区等々力を目指し小雨のなか散策を開始。等々力緑地周辺を等々力陸上競技場などを眺めながら歩き中原街道の徳川将軍小杉御殿跡などを訪れる。後半は東京側に国分寺崖線の終点付近を望みつつ丸子橋を渡り都内に入り東急多摩川駅前付近を経て等々力に入り、谷沢川を横に見つつ等々力渓谷に入り散策する。       | | |
| #597（26） | 埼玉 | さきたま | 埼玉県行田市 | 前玉（さきたま）神社やさきたま古墳群を訪れつつ、諸説存在する県名の由来となった”さきたま”の伝承や（戦国時代に忍城の水攻めのため築かれた）石田堤などについて語る。後半には市内中心部に向い忍城周辺を歩きその鐘撞場跡にあるという店を訪れ名物のフライ、ゼリーフライを味わう。 | | |
| #598（27） | 新羽町 | にっぱちょう | 神奈川県横浜市港北区 | 横浜市営地下鉄新羽駅前を起点に機械の広場(役目を終えた工場機械が展示されている)などを経て新羽橋を渡り一旦大倉山に入る。その後新羽十字路や西方寺前を訪れる。市営地下鉄の地上部分横で光明寺そばの火の見櫓を見た後、茅ヶ崎城址公園に至り土塁や廓など城の中心部であったと思われる地点を認識する。                                                                                               | | |
| #599（28） | 飯山満 | はさま | 千葉県船橋市 | 東葉高速鉄道飯山満駅前より海老川沿いを中心に散策し徳川家初期将軍家所縁の鷹匠橋などを紹介する。やがて船橋駅前に辿り着き閉店した西武百貨店船橋店のあった駅ビルを眺めた後、徳川家康所縁の船橋御殿跡東照宮を訪問。最後に海老川に架かる海老川橋(橋の中央に船橋地名発祥地の碑がある)と船橋橋を訪れた。                                                                                           | | |
| #600（29） | 来止臥 | きとうし | 北海道釧路郡釧路町 | 北海道釧路郡の太平洋岸を走る道道142号を巡る旅。来止臥を起点に地域の案内板で由来が解説される浦雲泊、跡永賀、賤夫向、老者舞などの難読地名を読みつつ移動。最後に尻羽岬からの絶景を眺める。 | | |
| #601（30） | 仙鳳址 | せんぽうし | 北海道釧路郡釧路町 | 牡蠣の養殖で知られる仙鳳址魚港を経て牧場などを眺めつつJR花咲線沿線を散策しながら釧路駅を目指す。花咲線の各駅では独特な駅舎を眺めたり跨線橋の上から周辺を見渡したり電車を眺める。 | | |
| #602（31） | 幣舞 | ぬさまい | 北海道釧路市 | 幣舞橋を起点に釧路市内中心部を散策。和商市場で勝手丼を食べた後、幸町公園で石川啄木の碑やSL(C58)の展示を見たり幣舞公園からロータリー交差点を見下ろす。後半は港文館(石川啄木資料館:旧釧路新聞社屋の復元)前を訪れたりご当地グルメ"スパカツ"を食べた後、久寿里橋を経て最後に地元の純喫茶を紹介する。                                                                                           | | |
| #603（32） | 初声町 | はっせまち | 神奈川県三浦市 | 三浦市初声の海に近い集落を散策。和田義盛の碑を読んだのち丘に登り横須賀市に入ると大島を望む和田長浜海水浴場に降り立つ。三浦市に戻り珍しい木造の火の見櫓を発見した付近で砂浜に点在する石材(江戸城の造築に使用する目的で伊豆方面から輸送中に遭難船から流出したとされる)を発見する。 | | |
| #604（33） | 謡坂 | うたいざか | 神奈川県足柄下郡真鶴町 | 真鶴町の岩地区を散策。住宅地から散策を始め謡坂の石碑を発見した後海岸前に降り立ち源頼朝船出の浜碑を読み砂浜に降り立つ。その後狭い路地を歩き如来寺跡や洞窟内の閻魔王を見る。市街地に戻り石工先祖の碑を読み再び丘を登ると住民から教わり向かいの山に採石場を望んだり石工の供養塔を拝む。丘を降りカフェで黒カレーを食べ児子神社前を経て砂浜に戻る。                                             | | |
| #605（34） | 麻布狸穴町 | あざぶまみあなちょう | 東京都港区 | 麻布狸穴町を起点に鼠坂、植木坂、暗闇坂、などの坂を訪れつつ東麻布地区の裏通りや麻布十番商店街などを散策。古川沿いに一ノ橋交差点、赤羽橋交差点などを経て桜田門前に移動し最後に東麻布エリアに戻り東京タワーを真下から見上げる。 | | |
| #606（35） | 屛風浦 | びょうぶがうら | 神奈川県横浜市磯子区 | 京急屏風浦駅周辺を散策。道中声を掛けられた地元の不動産店員に屏風浦の地名の由来や埋め立て前の海岸線の位置などについて話を聞く。森浅間神社を目指し高台を登り潮汲坂とも呼ばれる参道（石段）を経て本殿に至り参道側の眼下に広がる街並みや横浜港を眺める。一旦屏風浦駅前に戻った後JR磯子駅方面に国道16号を歩き再び高台に登り東京湾や対岸の千葉（木更津）方面を望む。                             | | |
| #607（36） | 望地 | もうち | 神奈川県海老名市 | 綾瀬市との境界に近い海老名市望地より目久尻川沿いの水田も残る住宅街付近を歩くと逆川跡記念碑を発見し目久尻川から分水した運河であったという歴史などを知る。その後出会った運転手より船着場跡と逆川の暗渠部分の位置を聞いた後に相模国分寺跡や海老名の大ケヤキ（船着場の杭として立てた木が大木に成長したとの伝承がある）を訪れた。 *望地の由来は「相模国分寺を望む地」からといわれている。       | | |
| #608（37） | 公所 | ぐぞ | 神奈川県平塚市 | 神奈川中央交通公所バス停付近に公所地名由来の看板を発見した後中原御殿（徳川将軍家の別荘）の存在したエリアを目指す。善徳寺の三門（中原御殿の裏門を移築したといわれている）を見たり、消防分団のシャッターに描かれた中原御殿の再現図を見ながらその後海軍の火薬廠や農林省園芸試験場へと変わっていった変遷を語り中原街道の終点付近（中原の御殿の存在した場所）を訪れる。                         | | |
| #609（38） | 鐙摺 | あぶずり | 神奈川県三浦郡葉山町 | 京急バス鐙摺バス停付近より逗子市方面に進み鐙摺の不整合（時代の異なる地層が重なる様子が見られる壁面）を見たり草を掻き分け旗立山（鐙摺山/鐙摺城址）に登る。その後途中岩場の海岸に降りつつバス通り沿いに歩き海中の小島にある鳥居（名島の鳥居）を眺めたり諏訪神社を前を訪問。食事休憩後に森戸神社を経て海岸の岩場に腰掛け最後に森戸大明神の飛柏杉（ビャクシン）を見る。                        | | |
| #610（39） | 菅馬場 | すげばんば | 神奈川県川崎市多摩区 | 菅馬場公園前を起点に神奈川と東京の境界付近のエリアを散策。時折東京都稲城市内にも立ち寄りつつ三沢川沿いや府中街道などを歩き、小沢城址、矢野口渡船場跡などを訪問した。 | | |
| #611（40） | 南湖 | なんご | 神奈川県茅ヶ崎市 | 海岸線沿いの南湖入口バス停前（神奈川中央交通）を起点に、かつて銭湯物語で訪れ今は廃業となった銭湯の場所を訪ね散策。地域住民や商店主などに尋ねながら住宅街・商店街を散策し、終盤に現地のほぼ正面にある菓子屋に尋ね現在は銭湯の存在した場所が住宅となっていることを確認する。最後に東海道に出て南湖の左富士の碑を訪れた。                                                                     | | |
| #612（41） | 七五三引（〆引） | しめひき | 神奈川県伊勢原市 | 〆引バス停（神奈川中央交通）を起点に大山を望むエリアを散策しながら五霊神社前や大山阿夫利神社二の鳥居前の案内板を読み大山信仰を紹介したり太田道灌の墓所を訪れた。道中、「生きものの名前の地名の旅」でかつて訪れた”伯母様”を再訪した。 （番組上のタイトル表記は”七五三引”だったがバス停の表記は〆引である）                                                                                  | | |
| #613（42） | 井細田 | いさいだ | 神奈川県小田原市 | 伊豆箱根鉄道井細田駅を起点に沿線の扇町を中心に散策。小田原の手前の緑町駅前を経て錦通りからJR小田原駅南口に至る。 | | |
| #614（43） | 上手計 | かみてばか | 埼玉県深谷市 | 渋沢栄一所縁の鹿島神社、尾高惇忠の生家前、旧渋沢邸中の家前、旧日本煉瓦製造（煉瓦資料館）前、備前渠鉄橋（煉瓦専用輸送線の遺構）などを訪問し最後にJR深谷駅前に至る。 | | |
| #615（44） | 猿楽場 | さかくば | 千葉県印旛郡酒々井町 | 猿楽場バス停（ちばグリーンバス）を起点に白山神社、山林内にある妙見神社（千葉氏の守護神として地域に同名で点在する）、本佐倉城址などを訪問。城址の高台より筑波山、印旛沼方面を見渡す。 | | |
| #616（45） | 五十部町 | よべちょう | 栃木県足利市 | かつて「1、2、3の旅」の"五十の巻"で訪問した足利市の五十部町を再訪した。JR山前駅前や足利スクランブルシティスタジオ（足利競馬場跡地に渋谷駅前を再現したロケ地）前、織姫神社前などを経て市の中心部では劇場通りなどを歩きつつ市内に残る古い建造物を眺める。足利学校前や鑁阿寺前を訪れ最後に渡良瀬橋に至る。                                                                                    | | |
| #617（46） | 右左口 | うばぐち | 山梨県甲府市 | （織田信長の往来のため徳川家康により整備されたといわれる）右左口宿跡を起点に甲斐と駿河を結ぶ中道往還を中心に散策した。大部分が未舗装の県道を車で移動し右左口峠より甲府盆地を見下ろす。 | | |
| #618（47） | 城廻 | しろめぐり | 神奈川県鎌倉市 | 城廻の地名から城に関連がある土地だと推測しつつ散策するとやがて案内板により、かつて北条早雲により築かれた玉縄城という山城が地域に存在したことを知る。城址に向かい焔硝蔵（武器弾薬庫）跡や七曲坂（侵入する敵を途中で見張るために整備された曲がりくねった坂）などの城に関連のある場所を訪れた。                                                                                               | | |
| #619（48） | 頴娃町 | えいちょう | 鹿児島県南九州市 | 第一頴娃踏切を付近よりJR指宿枕崎線沿線を散策。指宿枕崎線の各駅や番所鼻自然公園（伊能忠敬が絶賛したと言われる開聞岳=通称「薩摩富士」や東シナ海を望むスポット）などを訪れた。 | | |
| #620（49） | 虚空蔵 | こくぞう | 鹿児島県枕崎市 | （鹿児島交通）虚空蔵バス停前より地域に多い鰹節加工場や赤みがかったブロック塀を眺めつつ散策。海岸で旧石切り場や立神岩を眺めたり観光案内所や本州最南端の始発・終着駅であるJR枕崎駅を訪れた。 | | |
| #621（50） | 国分向花町 | こくぶむけちょう | 鹿児島県霧島市 | 国分向花町を起点にJR国分駅前、大隅国分寺跡、竈門神社、鉄道記念公園（旧国鉄大隅福山駅跡地）、JR嘉例川駅前（駅舎が国登録有形文化財）などを訪問した。 | | |
| #622（51） | 野方 | のがた | 東京都中野区 | 西武新宿線野方駅周辺に複数展開する商店街を散策。商店街のゲートやアーケード街に注目したり、途中踏切から隣駅を望んだり（隣駅の）都立家政商店街にも足を延ばす。終盤JR中野駅方面に移動し煉瓦造りの旧豊多摩監獄表門や犬屋敷（＝お囲い：江戸時代徳川綱吉による生類憐みの令によりに多数の犬を”囲っていた”施設）のモニュメントを眺める。                                                           | | |
| #623（52） | 両神薄 | りょうかみすすき | 埼玉県秩父郡小鹿野町 | 両神薄にある秩父こんにゃく村で住民から場所を聞き旧両神村役場前に向かう。小森川沿いにある火の見櫓を見た後小鹿野町の中心部に向かい商店や蔵などの古い建造物を紹介する案内板を読み町の歴史に触れる。その後秩父市内中心部に移動し名物珍達そばを食べたり武甲山を眺める。 | | |
| #624（53） | 境采女 | さかいうねめ | 群馬県伊勢崎市 | 境地区の境采女小学校前、雷電神社古墳、東武伊勢崎線剛志駅前などを訪れる。旧群馬県蚕業取締所境支所前や境赤レンガ倉庫を経て埼玉県との県境に架かる上武大橋から上手計の回で訪れた深谷市内の喫茶店を目指す。 | | |
| #625（54） | 女化町 | おなばけちょう | 茨城県牛久市 | 女化神社を参拝し案内板で地名の由来とされる「狐の恩返し」の伝承を読む。牛久大仏、牛久沼等を訪問した後JR龍ヶ崎市駅前を経て関東鉄道竜ケ崎線で竜ケ崎駅に向かい龍ヶ崎市中心部を散策した。道中地元グルメのうな重、焼きそば、コロッケを頂く。 | | |
| #626（55） | 祖谷 | いや | 徳島県三好市 | JR土讃線祖谷口駅を起点に番組初訪問県の徳島県三好市祖谷渓エリアで吉野川に架かる橋を訪れたり独特な石垣の見られる集落を散策。祖谷街道を車で移動し”日本三奇橋”の祖谷のかずら橋を渡ったり、さらに車で移動し東祖谷地区の落合集落を眺める。最後にJR大歩危駅を紹介する。 | | |
| #627（56） | 寒川町 | さんがわちょう | 愛媛県四国中央市 | 番組初訪問県の愛媛県JR伊予寒川駅を起点に瀬戸内海を望む製紙産業で発展した地域を散策。寒川海岸、伊予三島駅前や近隣のアーケード街、住宅街を経て春日神社を参拝後、川之江駅前に移動し地域案内図の前で出会った地域住民から話を聞く。その後川之江城を望みつつ川之江町内の公園に移動し締める。 | | |
| #628（57） | 柞田町 | くにたちょう | 香川県観音寺市 | 番組初訪問県香川県と愛媛県との県境近くからお題を定めずに散策を始める。瀬戸内海を望む漁村や黄金持ち神社、JR箕浦駅前を訪れたり名物の讃岐うどんを食べる。道中、市中心部近くの交差点標識で見つけた柞田町をお題とし町内の集落やJR観音寺駅前周辺を散策し最後に銭形砂絵を眺める。 | | |
| #629（58） | 波高島 | はだかじま | 山梨県南巨摩郡身延町 | JR波高島駅前の案内板で地名由来を読み山間の集落を散策しつつ赤沢宿に移動する。今も営業する古い旅館を眺めたり高台から周辺を見下ろし出会った住民から話を聞く。その後羽衣白糸の滝に移動し、お万の方の像や日蓮聖人所縁の七面山を紹介する。[同放送内で2022年3月末での本放送終了が発表された。] | | |
| #630（59） | 檜物町 | ひものちょう | 群馬県高崎市 | 積雪の始まる地点（境界線）を見定める事を目的として散策を開始する。高崎銀座商店街を散策後移動しJR上越線の八木原駅、渋川駅、岩本駅付近を北上しつつ積雪地帯に入る。一旦幹線道路沿いを南下し梨の木平敷石住居跡（群馬県みなかみ町）付近で一旦境界線を定めたものの結局のところよく分からないという結論に達した。                                                                                 | | |
| #631（60） | 堀合 | ほりあわい | 東京都三鷹市 | 1950年代市内に存在した東京グリーンパーク野球場や（そこへの足だった）今は遊歩道となった旧国鉄武蔵野競技場線の痕跡を訪ねて堀合通りや品川用水沿いなどを散策した。武蔵野競技場線の元であった中島飛行機武蔵野製作所の引込線や、かつて野球場のあった場所にある団地に至るとその案内図上の外周の形状から野球場の痕跡がうかがえる事に言及した。最後に老朽化により解体予定のJR三鷹跨線橋を紹介する。 | | |
| #632（61） | 海外町 | かいとちょう | 神奈川県三浦市 | 番組の第1回放送にも出演した立川晴の輔と共に、過去の放送を振り返りながら海外町及び城ケ島を散策。過去にも登場した城ヶ島のカフェや城ケ島灯台を訪ねたり独特な地層の見られる海岸を紹介し、最後に島内（＝神奈川県内）最南端地で挨拶し幕を閉じた。 | | |

## 特番
これらの特番はいずれもtvkのみでの放送であり、5いっしょ3ちゃんねる各局での同時ないし遅れネットはされていない。

### キンシオ総集編
2011年より2019年まで（2016年を除く）年初に「総集編」を放送していた。

#### 2011年
「キンシオ〜県境を行く〜」
2011年1月1日、12:00 - 14:00
- 10週に渡って旅した「県境を行く」の総集編

#### 2012年
「キンシオ〜あいうえおの旅・番外編スペシャル〜」
2012年1月1日、12:00 - 14:00
- あいうえおの旅「あ〜む」までと「志の吉土地こばなし」の総集編

この総集編だけに新たに撮りおろし（追加）箇所を追加。
- 他には「純喫茶物語」のコーナーもあった。
- 番組の最後に「や・ゆ・よ」が付く場所を当てるプレゼントクイズがあった。
  - 番組内で「〜1ヶ所は神奈川県です」とヒントが出たものの、「ゆ」の回のオープニングで「ゆ○○丘」に来ていると言って百合ヶ丘（ゆりがおか、神奈川県川崎市麻生区）と思わせておいてユーカリが丘（千葉県佐倉市）。

「よ」では横浜市と思わせておいて青森県の横浜（町）だった。
神奈川県内は「や」の足柄上郡山北町の谷峨と難易度が高かったこともあり、正解者は0人だった。

#### 2013年
「キンシオ〜新春特別編・かながわ40景〜」
2013年1月1日、14:00 - 17:55
※再放送
2014年1月1日、2:00 - 5:55（2013年12月31日、26:00 - 29:55）
2015年1月2日、0:30 - 4:07（2015年1月1日、24:30 - 28:07）
- 2012年（平成24年）9月8日 - 9日にtvk開局40周年特番で放送した「キンシオかながわ40景」を一挙放送。キン・シオタニ独自の視点で選ぶ県内の40景を紹介し、神奈川の魅力を伝える4時間スペシャルである。
  - 番組は特番の「かながわ40景」を再編集したものであるが、本放送で流れた21番目の「三浦丘陵」を総集編は「モザイクモール港北」に差替えていた。
  - 2014年1月1日午前2時から「かながわ40景」を再放送、年越し特番「キンシオ年またぎスペシャル〜新年がもうそこまできているらしいですよ〜」を加えると6時間25分（12月31日23時30分から1月1日5時55分まで）放送された[81]。

#### 2014年
「キンシオ〜生きものの旅セレクション〜」
2014年1月3日、19:00 - 20:55（※19:55から5分間は天気予報のため中断）
※再放送
2015年1月1日、2:00 - 3:55（2014年12月31日、26:00 - 27:55、※2:55(26:55)から5分間は天気予報のため中断）
- 44週に渡って放送した「生きものの名前の地名の旅」の総集編。
  - ビームスジャパンで開催された個展の模様などの未放送シーンも放映された[82]。

#### 2015年
「キンシオ〜色んな色の旅セレクション〜」
2015年1月4日、19:55 - 21:50
- 2013年12月から放送中のメイン企画「色んな色の旅」の総集編。

「キンシオ 123の旅 16号を行く〜気ままなぶらり旅〜TV版」
2015年12月31日、18:00 - 19:55
- 2012年10月に発売しているセルDVD作品（後述）をTV放送向けに再編集して放送。
（※BGMに関してはDVD版のものを使用。）

#### 2017年
「キンシオ～ABCの旅スペシャル～」
2017年1月1日、19:00 - 20:55
- 2016年2月から7月2まで26週にわたって放送した「ABCの旅」の総集編。

#### 2018年
「キンシオ～からだのなまえの地名の旅スペシャル～」
2018年1月2日、16:00 - 17:55
- 2017年6月から12月4日まで27週にわたって放送した「からだのなまえの地名の旅」の総集編。

#### 2019年
「キンシオ～一文字地名の旅スペシャル～」
2019年1月1日、18:05 - 20:00
再放送　: 2019年1月3日、23:00 - 25:55
- 2017年12月11日から2018年11月12日まで49週にわたって放送した「一文字地名の旅」の総集編。
番組冒頭及びエンディングにtvk本社内にて撮影されたキン・シオタニのコメント映像が加えられている。エンディングではその当時にレギュラー放送中のシリーズであった　”○文字地名の旅”のジングル画が未放送回分も含め一部紹介された

### 関連特番

#### キン・シオタニのかながわ40景!
2012年（平成24年）9月8日 - 9日にtvk開局40周年記念 40時間特別番組「あすの地球と子どもたち〜PRAY FOR HAPPINESS」の特番内でキン・シオタニが神奈川の名所40景を独自の目線で選定する『キン・シオタニのかながわ40景!』としての特番の放送時間内で40回に分けて放送。

#### キンシオ年またぎスペシャル〜新年がもうそこまできているらしいですよ〜
2013年（平成25年）12月31日23:45 - 2014年（平成26年）1月1日2:00にかけて、tvkの新年カウントダウン特番として放送。
tvk本社（横浜メディアセンター）から2時間15分の生放送。スタジオで「みんなで食べる年越しナポリタン」からはじまり、真打に昇格した立川晴の輔と森画伯が神奈川県高座郡寒川町の『寒川神社』からカウントダウン生中継を行った。
番組4年間をランキング形式で振り返りながらフリートークや、In the Soupのメンバーである中尾諭介との音楽とイラストがコラボしたライブなどが放送された。

#### ドンドン 〜立川晴の輔真打昇進披露までの195日〜
2014年（平成26年）6月15日、19:00 - 19:55に放送。
立川晴の輔の真打昇進披露までの195日間を密着取材したドキュメンタリー。当番組でも時折取り上げられる「キンシノ」「キンぱれ」の模様などが紹介されている。ナレーションはキン・シオタニが行った。
また、この番組のDVDが2014年10月10日に発売され、この中には「志の吉改め晴の輔土地こばなし」の傑作選が収録される。

#### キンシオ　文化財満載の伊勢原・日向地区を行く！
2020年（令和2年）3月29日、20:00 - 20:55に放送。
大山詣りで有名な神奈川県伊勢原日向地区の日向薬師（宝城坊）、石雲寺、浄発願寺を訪問し学芸員や住職から寺社の由来や仏像、御朱印帳等の話を聞く。日陰道を歩いたり浄発願寺奥の院跡なども訪れ、エンディングでは登山道の見晴らし台からの空撮映像も披露された。番組は放送後にyoutubeでも公開された（伊勢原市youtube公式チャンネル）。

## 番組内の楽曲
- 番組で使われている楽曲は、キン・シオタニが選曲。
- DVD作品については、テレビ放送と違い著作権の関係でフリー音源（BGM）を使用している。
- 2016年に初回放送されたABCの旅では全26回に「それぞれのアルファベット（で名前が始まる）のアーティストの曲が1曲含まれている」との事。　

## スタッフ
- 企画・構成・選曲：キン・シオタニ
- 技術協力：劉宗隆（Dream Sound）[89]
- 制作協力：徳江吉昭（オフィス・アキ）
- 宣伝：木村麻里恵（以前はAD）
- Web制作：藤田徳浩（以前はインターネットと表示）
- 美術：安川優紀
- ディレクター・演出：竹野洋介
- 演出・プロデュース：松元広幸[90]

### 過去のスタッフ
- スタイリスト：もりまゆこ
- 編成：玉村裕之、近藤和之（以前はライツビジネス又は宣伝）
- セールスマネージャー：種子島 幸
- 宣伝：折田和也
- インターネット：福澤崇、細見葉介、知覧晴彦、吉田周平
- 営業：齋藤領、竹野洋介
- ライセンシング：福原直樹
- 企画協力：古矢智一、小林敦樹、リー斉藤、池田良、石川亜美、木殻登志夫、吉島広之
- AD：柳澤 樹、山根沙織
- ディレクター：落合宏徳
- AD→ディレクター：幡山教道
- AP：金子奈津子[91]
- 編成→企画協力：熊谷典和（現『関内デビル』チーフプロデューサー）
- 制作：岩田悦子
- ナレーション[92][93]：karuvi
- 演出・プロデュース：重富浩二[94]、田中慎二[95]（以前はディレクター）
- 企画協力：ナナイチジャガーズ

## 放送局と放送時間

### 本放送
| 放送対象地域 | 放送局                  | 系列                           | 放送日時                 | 遅れ日数  | 備考 |
| ------------ | ----------------------- | ------------------------------ | ------------------------ | --------- | --- |
| 神奈川県     | テレビ神奈川 （tvk）    | JAITS （5いっしょ3ちゃんねる） | 月曜 23時00分 - 23時30分 | 本放送    | 制作局 2010年1月 - 3月は日曜 23時30分 - 24時00分に放送された。2022年3月28日放送終了 |
| 群馬県       | 群馬テレビ （GTV）      | JAITS （5いっしょ3ちゃんねる） | 日曜 21時00分 - 21時30分 | 約5週遅れ | 2011年4月4日から放送開始。2019年3月まではtvkの本放送と同時ネットだったが同年4月より土曜21時開始に移行した。2022年5月15日放送終了 |
| 栃木県       | とちぎテレビ （GYT）    | JAITS （5いっしょ3ちゃんねる） | 土曜 14時30分 - 15時00分 | 25日遅れ  | 2011年4月4日から放送開始。 2011年4月4日から2014年3月31日までは5いっしょ3ちゃんねる同時ネット。 2014年4月から2017年3月までは、tvkの本放送と同時ネット。 2022年4月23日放送終了 |
| 埼玉県       | テレビ埼玉 （TVS）      | JAITS （5いっしょ3ちゃんねる） | 土曜 11時00分 - 11時30分 | 5日遅れ   | 2011年4月4日から2014年3月31日までは5いっしょ3ちゃんねる同時ネット。 2014年4月22日から2015年3月31日までは、火曜 20時30分 - 21時00分に放送していた。 2015年4月8日から2019年3月まで水曜 21時00分 - 21時30分に放送。同年4月より現在の放送時間。 ※西武戦野球中継（TVSライオンズアワー）などの特番放送週は番組休止および欠番扱いになる。 2022年4月2日放送終了 |
| 千葉県       | 千葉テレビ （CTC）      | JAITS （5いっしょ3ちゃんねる） | 日曜 24時30分 - 25時00分 | 13日遅れ  | 2011年4月4日から2014年3月24日までは5いっしょ3ちゃんねる同時ネット。 2014年4月5日から9月27日までは、土曜 12時00分 - 12時30分に放送していた。 2014年10月5日から12月28日までは、日曜 11時00分 - 11時30分に放送していた。 2015年1月4日より2月22日までは、日曜 7時30分 - 8時00分に放送していた。 2015年3月7日から2016年9月24日まで、土曜 25時30分 - 26時00分に放送していた。 2016年10月4日より2017年3月28日まで、火曜 23時30分 - 24時00分に放送していた（ただし月数回放送）。 2022年4月11日（10日深夜）放送終了 |
| 北海道       | 北海道放送 （HBC）      | TBS系                          | 土曜 25時58分 - 26時28分 | 43週遅れ  | 2010年9月（木曜深夜）に散歩部を4回（#17,#18,#22,#23）放送 同年11月30日から2012年3月までは、火曜 25時56分 - 26時26分に放送していた。 2012年4月から2012年9月までは、木曜 25時53分 - 26時23分に放送していた。 2012年10月から2014年3月までは、木曜 25時29分 - 25時59分に放送していた。 2014年4月から2016年9月までは、木曜 25時40分 - 26時10分に放送していた。 |
| 三重県       | 三重テレビ放送（MTV）   | JAITS                          | 火曜 25時20分 - 25時50分 | 8日遅れ   | 2016年4月18日、#321（ABCの旅の11週目）から放送開始。2022年4月5日放送終了 |
| 兵庫県       | サンテレビジョン（SUN） | JAITS                          | 月曜 8時00分 - 8時30分   | 1週間遅れ | 2016年4月26日、#323（ABCの旅の13週目）から放送開始。 2016年4月から2018年3月までは、火曜 8時00分 - 8時30分に放送していた（9時間遅れ、2018年1月9日放送の#411からは1週間遅れ）。 2018年4月から2018年9月までは、月曜 18時30分 - 19時00分に放送していた（1週間遅れ）。 2021年4月からはメインチャンネル（031ch）で放送 2022年4月4日放送終了 |
| 京都府       | KBS京都（KBS）          | JAITS                          | 木曜 9時00分 - 9時30分   | 17日遅れ  | 2019年10月1日から放送開始 2022年3月31日放送終了 |

#### 過去に放送していた局
- 静岡第一テレビ (SDT)：日本テレビ系

水曜 26時04分 - 26時34分
2012年1月 - 2月に放送されていた。2012年2月29日の放送を最後に休止されている。

### 再放送
| 放送対象地域 | 放送局               | 系列  | 放送日時                              | 備考 |
| ------------ | -------------------- | ----- | ------------------------------------- | --- |
| 神奈川県     | テレビ神奈川 （tvk） | JAITS | 月曜～金曜 18時30分 - 19時00分※（注） | 2016年10月2日 #219 色んな色の旅「白金の巻」から ※（注）2011年10月2日 #22 散歩部「真鶴編」から2013年1月20日 #86 あいうえおの旅「ての巻」までの再放送は日曜 11時00分 - 11時30分 2013年2月13日 #87 あいうえおの旅「との巻」から3月13日#89 あいうえおの旅「にの巻」までの再放送は水曜 20時00分 - 20時30分 2013年4月7日 #90 あいうえおの旅「ぬの巻」から2016年8月21日までの再放送は日曜 11時00分 - 11時30分 2017年10月20日から2018年2月1日までの 月曜～金曜 07時00分 - 07時30分 県境を行く、海岸線を行く、あいうえおの旅 の全話を再放送（2017年12月28日から2018年1月2日までは一時休止） 2016年8月28日以降の再放送は日曜16時-16時30分に移行するが、特に2017年以降は実際に放送される事は極めて少なかった(テレビショッピング等の別番組が放送された） 2018年4月6日より金曜14時-14時30分に移行、2019年4月5日より金曜13時-13時30分に移行 2019年8月2日より金曜10時-10時30分に移行 2024年4月1日より月曜から木曜18時30分-19時に移行（野球中継時は休止）、 2024年12月6日より金曜日も放送開始。 |
| 群馬県       | 群馬テレビ （GTV）   | JAITS | 不定期放送※（注）                     | 2011年11月から「5いっしょ3ちゃんねる 再放送」枠で隔週放送。土曜日に再放送されることが多い。 ※（注）放送日時は不定期だが内容は該当週の再放送 |

- 再放送は諸事情で放送されない回もある。
- tvkでは毎年7月は全国高校野球選手権神奈川県大会中継のため休止される事が多い
- この他に下記の放送局で期間限定の再放送が放送された。
  - 千葉テレビ放送（2011年10月の1ヶ月間限定[109]）

### その他の配信
- Netflix：2017年05月29日から「ABCの旅」（全26回）を配信していた

### 放送時間変更の対応
※tvkおよび同日ネット局のみ記載
2010年
- 神奈川ローカル時代の2010年6月21日放送分（#23 散歩部「台をめぐる旅」）は、通常放送時間帯に2010 FIFAワールドカップ・グループH組「チリ代表×スイス代表」戦放送の影響で定時より4時間早めの19時00分（午後7時00分）からの放送になった。

2011年
- 2011年10月31日、23時台の5いっしょ3ちゃんねるネット枠は「第64回秋季関東地区高等学校野球大会ダイジェスト〜ROAD TO センバツ〜」放送のため同時ネットを含む「キンシオ」の放送自体を休止した[110]。

2012年
- 2012年10月15日放送分（#141 1、2、3の旅「二千の巻」）、同時ネット局のテレビ埼玉は、プロ野球「クライマックスシリーズ・埼玉西武ライオンズ×福岡ソフトバンクホークス」放送延長のため同局では21時30分以降の番組を10分繰り下げ、その影響で「キンシオ」も10分遅れの23時10分からの放送となった。
- 2012年10月29日放送分（#143 1、2、3の旅「八千の巻」）、23時台の5いっしょ3ちゃんねるネット枠は「第65回秋季関東地区高等学校野球大会ダイジェスト〜ROAD TO センバツ〜」放送のため放送時間を各局で下記の様に変更した。
  - 群馬テレビ、とちぎテレビ → 23時30分から（通常より30分遅れ）
  - テレビ神奈川 → 24時30分から（通常より1時間30分遅れ）
  - 千葉テレビ → 25時00分から（通常より2時間遅れ）
  - テレビ埼玉 → 27時00分から（通常より4時間遅れ）

2013年
- 2013年10月28日放送分（#194 生きものの名前の地名の旅「祖母谷の巻」）、23時台の5いっしょ3ちゃんねるネット枠は「第66回秋季関東地区高等学校野球大会ダイジェスト〜ROAD TO センバツ〜」放送のため放送時間を各局で下記の様に変更した。
  - 千葉テレビ → 18時30分から（通常より4時間30分早い）
  - 群馬テレビ、とちぎテレビ → 23時30分から（通常より30分遅れ）
  - テレビ神奈川 → 24時30分から（通常より1時間30分遅れ）
  - テレビ埼玉 → 27時00分から（通常より4時間遅れ）

2014年
- 2014年2月17日（#209 色んな色の旅「山吹町の巻」・前編）、同時ネット局のとちぎテレビは、特別編成でソチオリンピック（フィギュアスケート・アイスダンス）中継（一部時間は日本ふるさと百景で穴埋め）[111]を放送のため、放送休止・欠番扱いになった。
- 2014年7月14日（#230 色んな色の旅「藤沢の巻」）から3週分、下記の理由でテレビ神奈川の放送時間帯が変更。
  - 第96回全国高等学校野球選手権神奈川大会のダイジェスト番組『高校野球ニュース』が大会期間中23時00分から放送する関係で普段より1時間早めの22時00分からの開始（同時ネットの群馬テレビ・とちぎテレビの#230放送分は普段通りの23時00分より開始）。
- 2014年7月21日（#231 色んな色の旅「墨田の巻」）から2週分、同時ネット局の群馬テレビ・とちぎテレビの放送時間帯が変更。
  - 『第85回都市対抗野球大会ダイジェスト』（5いっしょ3ちゃんねる共同制作）が2014年7月18から29日の大会期間中23時00分から放送する関係で放送時間の変更になった。
    - とちぎテレビ → #231・#232とも通常より30分遅れの月曜の23時30分から放送。
    - 群馬テレビ → #231は7月24日(木曜)、#232は7月29日(火曜)、両日ともに16時00分から放送。
- 2014年10月27日放送分（#245 色んな色の旅「すみれが丘の巻」）、「第67回秋季関東地区高等学校野球大会ダイジェスト〜ROAD TO センバツ〜」（5いっしょ3ちゃんねるネット枠）放送のため同時ネット局の放送時間を各局で下記の様に変更した。
  - テレビ神奈川 → 22時00分から（通常より1時間早い）
  - とちぎテレビ → 23時30分から（通常より30分遅れ）
  - 群馬テレビ → 10月29日(水曜)12時30分から（通常より2日遅れ）
- 2014年12月29日（#254 色んな色の旅「銀座の巻」）、同時ネット局のとちぎテレビは、特別編成で第93回全国高等学校サッカー選手権大会栃木大会決勝[112]を放送（再放送）のため、25時00分から（通常より2時間遅れ）の放送になった。

2015年
- 2015年1月13日（#256 色んな色の旅「黒指の巻」）、同時ネット局の群馬テレビは、特別編成で第93回全国高等学校サッカー選手権大会決勝[113]を放送のため、放送日時が2日後（1月14日）の22時に変更した。
- 2015年7月13日（#282 クルーズ物語(2)）から3週分、下記の理由でテレビ神奈川の放送時間帯が変更。
  - 第97回全国高等学校野球選手権神奈川大会のダイジェスト番組『高校野球ニュース』が大会期間中23時00分（20日と27日は23時30分）から放送する関係で7月13日は普段より30分時間遅い23時30分からの開始（同時ネットの群馬テレビ・とちぎテレビの#282放送分は普段通りの23時00分より開始、テレビ神奈川の7月20日と27日放送時間帯ついては後述）。
- 2015年7月20日（#283 クルーズ物語(3)）から2週分、とちぎテレビの放送時間帯が変更と同時ネット局の群馬テレビの番組休止。
  - 『第86回都市対抗野球大会ダイジェスト』（5いっしょ3ちゃんねる共同制作）が2015年7月18から29日の大会期間中23時00分から放送する関係で放送時間の変更になった。
    - とちぎテレビ → #283・#284とも通常より30分遅れの月曜の23時30分から放送。
    - テレビ神奈川 →　#283・#284とも通常より1時間遅れの月曜の24時00分から放送。
    - 群馬テレビ → #283・#284とも放送休止、欠番扱い。
- 2015年11月2日放送分（#298 特別企画・何でもない道を行く(37)「綱島街道（川崎市中原区）」）、「第68回秋季関東地区高等学校野球大会ダイジェスト〜ROAD TO センバツ〜」（5いっしょ3ちゃんねるネット枠）放送のため同時ネット局の放送時間を各局で下記の様に変更・放送休止した。
  - テレビ神奈川・とちぎテレビ → 23時30分から（通常より30分遅れ）
  - 群馬テレビ → 放送休止、欠番扱い。

2016年
- 2016年7月11日（#334 ABCの旅(24)）から3週分、下記の理由でテレビ神奈川の放送時間帯が変更。
  - 第98回全国高等学校野球選手権神奈川大会のダイジェスト番組『高校野球ニュース』が大会期間中21時45分から放送する関係で普段より15分時間遅い23時15分からの開始（同時ネットのとちぎテレビは3週とも普段通りの23時00分より開始、群馬テレビの7月18日と25日放送時間帯ついては後述）。
- 2016年7月18日（#335 ABCの旅(25)）から2週分、同時ネット局の群馬テレビの放送時間帯が変更と番組休止。
  - 7月18日は『第87回都市対抗野球大会ダイジェスト』（5いっしょ3ちゃんねる共同制作）が大会期間中23時00分から放送する関係で放送時間が23時30分から変更になった。
  - 7月25日は、特別番組（伊勢崎オート展望）放送のためキンシオの放送が休止、#336 ABCの旅(26)は欠番扱いとなる。
- 2016年10月24日放送分（#349 食べものにまつわる地名の旅(13)「山梨の巻」）、「第69回秋季関東地区高等学校野球大会ダイジェスト〜ROAD TO センバツ〜」（5いっしょ3ちゃんねるネット枠）放送予定（実際には当日雨天中止のため、各局別々の穴埋め番組を放送）のため同時ネット局の放送時間を各局で下記の様に変更・番組休止した。
  - テレビ神奈川→ 23時30分から（通常より30分遅れ）
  - 群馬テレビ→ 24時00分から（通常より1時間遅れ）
  - とちぎテレビ → 番組休止および欠番扱い。

2017年
- 2017年1月2日（#359 食べものにまつわる地名の旅(23)「溝口醤油店前の巻」）、同時ネット局の群馬テレビは特別編成[114]で通常より1時間遅れの24時00分から放送。
- 2017年1月9日（#360 食べものにまつわる地名の旅(24)「茄子作の巻」）、同じく群馬テレビは特別編成第95回全国高等学校サッカー選手権大会決勝（録画中継）[115]を放送のため番組休止および欠番扱いとなった。
- 2017年3月27日（#371 食べものにまつわる地名の旅(24)「原当麻の巻」）、とちぎテレビは那須町で発生した雪崩事故に関する報道特別番組[116]を編成したため番組休止および欠番となった。
- 2017年6月5日（#381 体の名前の地名の旅(1)「鼻毛石の巻」）、とちぎテレビはリンク栃木ブレックスのB.LEAGUE優勝記念特番放送[117]で編成上の都合により番組休止および欠番となった。
- 2017年7月17日（#387 からだのなまえの地名の旅(7)）から2週分、テレビ神奈川と群馬テレビの放送時間帯が変更・番組休止があった。
  - 『第88回都市対抗野球大会ダイジェスト』（5いっしょ3ちゃんねる共同制作）が2017年7月14から25日の大会期間中23時00分から放送する関係で放送時間の変更になった。
    - テレビ神奈川 → #381・#382とも通常より30分遅れの月曜の23時30分から放送（とちぎテレビと同時間帯）となった。
    - 群馬テレビ →　#381は通常より1時間遅れの月曜の24時00分から放送、#382は特別番組（伊勢崎オート展望）放送のためキンシオの放送が休止、欠番扱いとなった。

## 関連作品

### DVD
第1弾
- 『キンシオ特別編 新作録りおろし 123の旅 16号を行く 〜気ままなぶらり旅〜』 - 2012年10月3日発売。前述の「1、2、3の旅」の「十六の巻」として制作された[118]。特典映像として、「キンシノ10」の一部分が収録されている。本編は、国道16号を5日間に分けて旅をしたもので、行程は以下のとおり。ASIN B008KYYRL6

第2弾
- 『キンシオ the DVD 17号を行く 〜この道をずっと行ったらどうなるの?〜』 - 2015年3月25日発売[119]。DVD第2弾は、東京都中央区（日本橋）から新潟県新潟市中央区へ至る国道17号を題材とした新作。ASIN B00RDU5TGA

第3弾
- 『キンシオ the DVD 銭湯物語 〜まだ間に合う昭和の風景〜』 - 2016年3月30日発売[120]。DVD第3弾は、キンシオから派生し、2015年10月から放送している銭湯物語。番組で紹介した銭湯12軒の映像に加え、DVD限定の特典映像「キン・シオタニが自ら取材するメイキング映像」を約1時間収録。ASIN B019RM7KM2

第4弾
- 『キンシオ the DVD 20号を行く ～国道20号って甲州街道だと思ってた!?　甲州街道って甲府までだと思ってた!?～』 - 2017年04月21日発売[119]。DVD第4弾は、江戸時代の甲州街道を継承する国道20号の起点東京・日本橋を出発して、終点の長野県塩尻市までの約230kmを散策する。ASIN B06WRNT7D6

第5弾
- 『キンシオ the DVD 東海道を行く 』 - 2019年06月26日発売

DVD第5弾のテーマは「東海道」
東京・日本橋からスタートし、京都・三条大橋までの旅。
東京、神奈川、静岡、愛知、三重、滋賀、京都の名所やキンシオならではの珍所、旧跡、名店を巡る。
好奇心の赴くままに、街の魅力、新たな発見、絶品グルメ、旅先での出会い、車中で展開されるトークはDVDでしかみることのできない全編完全新作の撮りおろし
江戸時代の甲州街道を継承する国道20号の起点東京・日本橋を出発して、終点の長野県塩尻市までの約230kmを散策する。
＊第3弾の銭湯物語を除く4作品は2020年11月以降、Amazonプライムビデオ、Paravi、TSUTAYA TV、J:COMオンデマンド、TELASAで有料配信されている。

### 単行本
『キンシオ あいうえおの旅』
学研マーケティングから2014年2月18日発売。
2011年5月から約1年間に放映された『あいうえおの旅』を紙上再現、「あ」から始める地名、「い」から始まる地名と、毎回さまざまな場所を訪ね、街の新たな発見と人々との触れ合いの旅を追う。ISBN 978-4054059283

### CD
『キンシオ the CD Volume 1』
ユニバーサルミュージックから2015年5月27日発売。
番組初のコンピレーションアルバム、キン・シオタニが番組のBGMで選曲した中から17曲を収録した。各曲についてキン・シオタニのコメントを掲載している。

## 関連番組
銭湯物語
2015年（平成27年）10月5日から2016年（平成28年）9月19日までテレビ神奈川で放送していた「キンシオ」から生まれた5分間の派生番組。神奈川県内や都内などに残る銭湯を紹介する番組でキン・シオタニは番組内のナレーションのみでの登場。tvk公式youtubeでも公開されている。
。※2016年10月以降は再放送を行っている。
キンシオ／ビートルズの旅
2012年（平成24年）10月8日CS音楽専門チャンネルミュージック・エアにて、日本にあるビートルズゆかりの場所に出かけて、キン・シオタニが思う存分ビートルズについて語る番組。30分番組。